# Сражение при Чанселорсвилле
Сражение при Чанселорсвилле (англ. Battle of Chancellorsville) — крупное сражение американской Гражданской войны, которое произошло 30 апреля — 5 мая 1863 года на территории округа Спотсильвейни у плантации Джорджа Чанселлора (известной как Чанселорсвилл) между Потомакской армией Джозефа Хукера и Северовирджинской армией Роберта Ли. Вошло в историю как самое успешное сражение генерала Ли, который в наступательном бою разбил вдвое превосходящие его войска. Однако победа Конфедерации была серьёзно омрачена гибелью генерала Джексона Каменной Стены.
Историк Стивен Сирс писал, что Чанселорсвилл уникален в списке сражений Гражданской войны: это сражение отличается своей сложностью и напряжённостью боевых действий, оно стало самой яркой победой генерала Ли и самым тяжёлым поражением федеральной армии. Генерал Хукер начал это сражение, имея в своём распоряжении хорошо подготовленную армию, правильно поставленную разведку, численное преимущество и грамотно продуманный план. Его противник, генерал Ли, был в те дни ослаблен на две дивизии, и наступление Хукера было для него почти неожиданностью. И всё же Хукер был разбит, а сражение 3 мая стало вторым по кровопролитности (после Энтитема) однодневным сражением американской Гражданской войны.

## Предыстория
В январе 1863 года, после битвы при Фредериксберге, федеральная Потомакская армия стояла на берегу Раппаханока, страдая от болезней, дезертирства и упадка морали. В среде офицеров падало доверие к командованию, что привело к своего рода заговору против главнокомандующего генерала Бернсайда. В итоге Бернсайд подал в отставку и был отправлен на Запад, а его прежний IX корпус был переведён на вирджинское побережье.
Поражение сказалось и на администрации Линкольна, а объявление Декларации об освобождении рабов 1 января 1863 года привело к ещё большему падению её популярности: республиканцы проиграли промежуточные выборы в Конгресс. В такой критической обстановке 26 января 1863 года Линкольн дал армии нового командующего — Джозефа Хукера.
Назначение Хукера вызвало в армии некоторый энтузиазм. Новый командующий переформировал армию, ликвидировав введённые Бернсайдом «гранд-дивизии», и вернулся к системе корпусов, разработав для каждого корпуса свой отличительный символ. Хукер также свёл кавалерию в один отдельный корпус и централизовал её управление, хотя по неизвестной причине не поступил так же с артиллерией. В армию вернули дезертиров, наладили систему отпусков и улучшили снабжение солдат продовольствием. При Хукере в армии эффективно заработала разведка всех видов, что позволило командующему составить грамотный и реалистичный план весеннего наступления. Хукер также провёл важные кадровые перестановки, сменив практически всех корпусных командиров. Начальником штаба стал грамотный администратор Дэниель Баттерфилд, а вместо него V корпус возглавил Джордж Мид. III корпус теперь возглавил Дэниель Сиклс. Командиром XI корпуса стал Оливер Ховард, а во главе VI корпуса Хукер поставил Джона Седжвика. Он также свёл кавалерию в один корпус, который возглавил Джордж Стоунман.
Весной 1863 года Потомакская и Северовирджинская армии занимали те же позиции, что и в декабре после сражения при Фредериксберге. Потомакская армия стояла на Стаффордских высотах на левом берегу реки Раппаханок, напротив города Фредериксберга. Железнодорожная линия, ведущая к Аквила-Крик-Стейшен, была её основной линией коммуникации. Штаб армии находился в Фалмуте. Северовирджинская армия занимала высоты к югу от Фредериксберга, и её линией коммуникации были железная дорога Ричмонд-Фредериксберг и дорога Ричмонд-Гордонсвилл. В случае неудачи Ли мог отступать к Гордоннсвилу или на юг к Хановер-Кортхауз.
Сразу после сражения при Фредериксберге в декабре 1862 года генерал Ли начал совершенствовать и усиливать свою укреплённую линию, и к весне 1863 года она протянулась на 40 километров от брода Бэнкс-Форд до местечка Порт-Рояль. «Мир ещё не видел таких укреплений, — писал один артиллерист-южанин, — даже знаменитая линия Торрес-Ведрас с ней не сравнится». Между тем армия Юга оказалась неожиданно ослаблена: по приказу президента Дэвиса Ли отправил дивизии Худа и Пикетта в район Саффолка, причём с ними же отбыл генерал Лонгстрит. У Ли осталось всего около 55 000 человек против 116 000 солдат армии Хукера (по версии Фримана — 62 500 против 138 378).

### Первый план Хукера

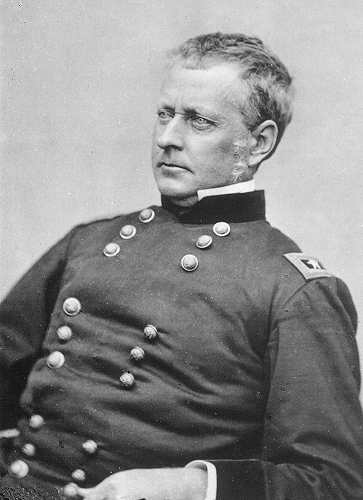
Генерал-майор Джозеф Хукер

В апреле 1863 года военная разведка Потомакской армии работала весьма эффективно. Бюро Военной Информации под руководством полковника Джорджа Шарпа смогло выявить точные данные о численности армии противника и о её снабжении. Было установлено, что армия не имеет крупных запасов продовольствия и снабжается неудовлетворительно. «Армия Юга находится на грани кризиса», — заключил Шарп и сделал вывод, что Северовирджинская армия к тому моменту была не готова к скорому наступлению и крайне зависима от линий снабжения. Генерал Джозеф Хукер увидел в этом возможность избежать рискованных фронтальных атак: если удастся перерезать железнодорожные линии в тылу противника, то Ли будет вынужден отойти от Фредериксберга на другие рубежи обороны.
12 апреля генерал Баттерфилд (начальник штаба Потомакской армии) явился в Белый дом и представил президенту Линкольну план Хукера. Из соображений безопасности Хукер посвятил в свой план только президента и никого более. План отдалённо напоминал замысел Бернсайда от января 1863 года: Хукер предлагал использовать кавалерийский корпус Стоунмана для рейда в тыл противника. Когда линии снабжения армии Ли будут перерезаны, тот будет вынужден отступить от рубежа реки Раппаханок, и тогда федеральная армия сможет перейти реку без проблем. В тот же самый день (12 апреля) Хукер отправил подробный приказ генералу Стоунману. Согласно приказу, Стоунман должен был оставить при армии одну кавалерийскую бригаду и всеми остальными силами, насчитывавшими 9 895 человек при поддержке четырёх батарей конной артиллерии, перейти Раппаханок выше Фредериксберга и уйти в тыл армии Ли для разрушения коммуникаций. Хукер требовал от Стоунмана «быстроты, дерзости и решительности».
Уже 13 апреля крупнейшее кавалерийское соединение в истории той войны выступило из лагерей, а пехотные части получили приказ заготовить рационы на восемь дней и получить по 60 патронов на человека. Подготовку приказано было завершить к утру 15 апреля. Между тем 14 апреля кавалерия вышла к переправам и бригада Бенжамина Дэвиса перешла на южную сторону. Однако в 02:00 15 апреля начался сильный ливень. Дожди шли с запада, и они уже прошли в горах хребта Блу-Ридж, поэтому вода в реке Раппаханок стремительно поднималась и к концу дня поднялась на 7 футов. Дэвис со своей бригадой с трудом сумели вернуться на северный берег. Вечером 15 апреля Хукер узнал, что его план сорвался.
Ещё 13 апреля генерал Баттерфилд запустил в лагерь противника дезинформацию, согласно которой федеральная кавалерия якобы шла в долину Шенандоа против отряда Джонса и Имбодена. Этот план сработал: узнав о манёврах федеральной кавалерии, Ли воспринял это как угрозу долине Шенандоа и велел кавалерии перекрыть дороги в долину в районе Калперера. Дезинформация Баттерфилда дала неожиданный результат: она не только скрыла смысл манёвров кавалерии, но и заставила генерала Стюарта передвинуть свои бригады на запад, в результате чего между Стюартом и левым флангом Северовирджинской армии образовался большой разрыв.

### Второй план Хукера
Пока Хукер размышлял над тем, как возобновить наступление, Бюро Военной Информации получило новые ценные сведения о противнике. Разведка насчитала 49 800 человек в армии Ли: 28 бригад, сведенных в шесть дивизий. Также было выявлено, что южане защищают переправы Бэнкс-Форд и Юнайтед-Стейтс-Форд, но дальше их левый фланг открыт. Исходя из этой информации, Хукер кардинально поменял свой замысел. Если прежде планировалось вынудить Ли к отступлению, а затем преследовать, то теперь было решено выйти пехотными частями к его коммуникациям и принудить его к сражению именно там, где это выгодно Хукеру. «Это был самый радикальный план из всех планов Хукера, — писал по этому поводу Стивен Сирс, — и он же самый дерзкий и отчаянный. Никто из предшественников Хукера не задумывался о чём-то столь же новаторском».
По новому плану Хукера предполагалось отправить три корпуса (40 000 чел.) через переправу Келли-Форд на южный берег реки Раппаханок, направиться оттуда к плантации Чанселорсвилл и выйти во фланг и тыл армии Ли. Другие два корпуса должны связать противника под Фредериксбергом, а ещё два служить резервом. Предполагалось, что корпуса пройдут весь путь до Чанселорсвилла за четыре дня, то есть четыре дня будут маршировать и сражаться в отрыве от основной армии.
...план Хукера был сложен и изящен, как шахматная комбинация, и он, несомненно, сработал бы против среднего или даже против сильного игрока, однако генерал Ли был, как известно, гениальным «шахматистом», умевшим мыслить и действовать неожиданно и нестандартно. Казалось бы, Хукер предугадал все ответные ходы своего противника: вздумай тот обороняться или отступать, его партия была бы проиграна. Но реальные шаги генерала Ли оказались всё же совершенно непредсказуемыми.

## Силы сторон
К началу мая генерал Хукер имел в своем распоряжении семь пехотных корпусов и один кавалерийский. Некоторые оценивают общую численность в 115 000 человек. Фриман упоминает 138 378 боеспособных солдат, Стивен Сирс — 134 800, Эйхер и Бигелоу — 133 868. Артиллерия армии насчитывала 413 орудий.
Незадолго до сражения Джеймс Лонгстрит ушёл к Саффолку вместе с дивизиями Джона Худа и Джорджа Пикетта, в результате чего I корпус сократился до двух дивизий и командовал им в сражении лично генерал Ли. Теперь у Ли имелось всего 60 892 человека и 220 орудий.
Стивен Сирс обратил внимание, что, несмотря на свои размеры, Потомакская армия была несколько слабее, чем могла показаться. Проблема заключалась в том, что многие полки были набраны в апреле 1861 года на два года службы, и этот срок истекал в апреле 1863-го (например, для 7-го Нью-Йоркского полка — 26 апреля). Срок службы 1-го Нью-Йоркского завершался 22 апреля, и его бойцов с большим трудом удалось уговорить не расходиться по домам. Другую проблему составляли набранные на 9 месяцев полки, ещё не успевшие принять участия в сражениях. Впоследствии Хукер говорил, что лишь 40 000 человек можно было считать в какой-то степени боеспособными.

## Сражение

### Выдвижение федеральной армии

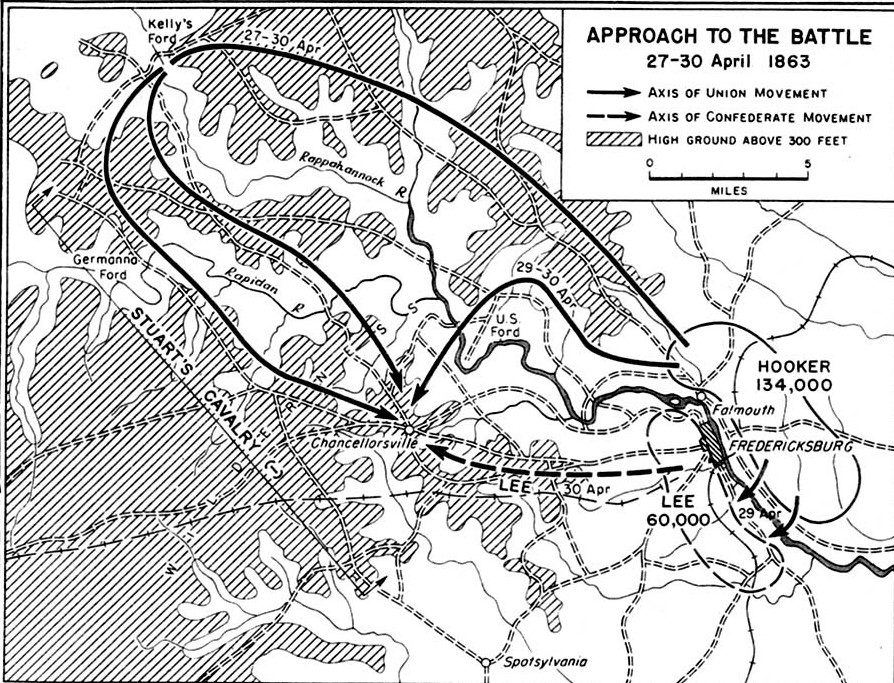
Марш федеральной армии к Чанселорсвиллу

27 апреля три федеральных корпуса начали выдвижение на восток: XI корпус Ховарда, XII корпус Слокама и V корпус Мида — в общей сложности 39 795 человек. Генри Слокам командовал этой группировкой в отсутствие главнокомандующего. Хукер выбирал корпуса из соображений безопасности: это были корпуса, лагеря которых находились дальше всего от позиций противника. Корпуса, стоящие на виду у противника, остались на месте: это были I корпус Рейнольдса на левом фланге и VI корпус Седжвика в центре. Два правых корпуса (II и III) также остались на месте. Возможно, если бы у Хукера было больше времени на подготовку, он выбрал бы для этого ответственного марша более надёжные корпуса. Фактически только корпус Джорджа Мида состоял из ветеранов. Корпуса Ховарда и Слокама были «приёмными детьми» в Потомакской армии; они прежде числились в Вирджинской армии и ещё не вполне освоились в Потомакской армии. Эти же корпуса сильно пострадали в сражениях осени 1862 года. Корпус Слокама лидировал по количеству дезертиров в ту зиму.
В 05:30 первая дивизия корпуса Ховарда выступила из лагеря у Брук-Сейшен, сохраняя тишину: музыка и барабаны были запрещены. За день корпус должен был дойти до Хартвуд-Черч, в восьми милях от Фалмута. XII корпусу предстояло пройти самый длинный путь, а V корпусу — самый короткий, поэтому он выступил позже всех. Такое перемещение 40 000 человек было хорошо заметно местным жителям, поэтому Хукер предпринял строгие меры предосторожности: расставил везде пикеты и патрули, которые следили, чтобы население не передавало никакой информации на южный берег реки Раппаханок. Эти меры безопасности оказались весьма эффективны. Более того, даже партизаны Джона Мосби были в это время отведены на запад для наблюдения за колонной Стоунмана и не заметили выдвижения корпусов.
Армия провела ночь у Хартвуд-Черч, где ей разрешили развести только небольшие костры для приготовления пищи. Утром 28 апреля людей подняли до восхода солнца, и передовой XI корпус выступил из лагеря в 04:00, по прежнему сохраняя тишину. За ним последовал XII корпус и затем V корпус. До переправы Келли-Форд оставалось 14 миль, но на этот раз все дивизии шли по одной дороге. В 16:30 корпус прибыл к Моунт-Холи-Черч, местечку в полутора милях от Келли-Форд. Здесь колонну нагнал Хукер, который затем отправился в Моррисвилл.
В это время бригада Адольфуса Башбека уже несколько дней стояла около переправы Келли-Форд. В 18:00 154-й Нью-Йоркский полк из этой бригады переправился на южный берег реки и отбросил пикеты южан. Бригада перешла реку, и как раз в этот момент, строго по расписанию, были доставлены понтоны. К 10:30 переправа была готова и дивизия Карла Шурца при свете факелов начала переправляться на другой берег. Эта внезапная переправа отрезала пикеты Северовирджинской армии от самой армии, потому они добрались до штаба генерала Руни Ли у станции Бренди и доложили ему ситуацию. Руни Ли направил к переправе 13-й вирджинский кавалерийский полк, который сумел захватить в плен штабного офицера дивизии Шурца, капитана Шеновски. Джеб Стюарт узнал о переправе федералов в 21:30, но телеграф не работал в ночное время и Стюарт не смог быстро передать информацию в штаб армии. В результате генерал Ли узнал про переправу противника только 12 часов спустя.

### 29 апреля, левый фланг

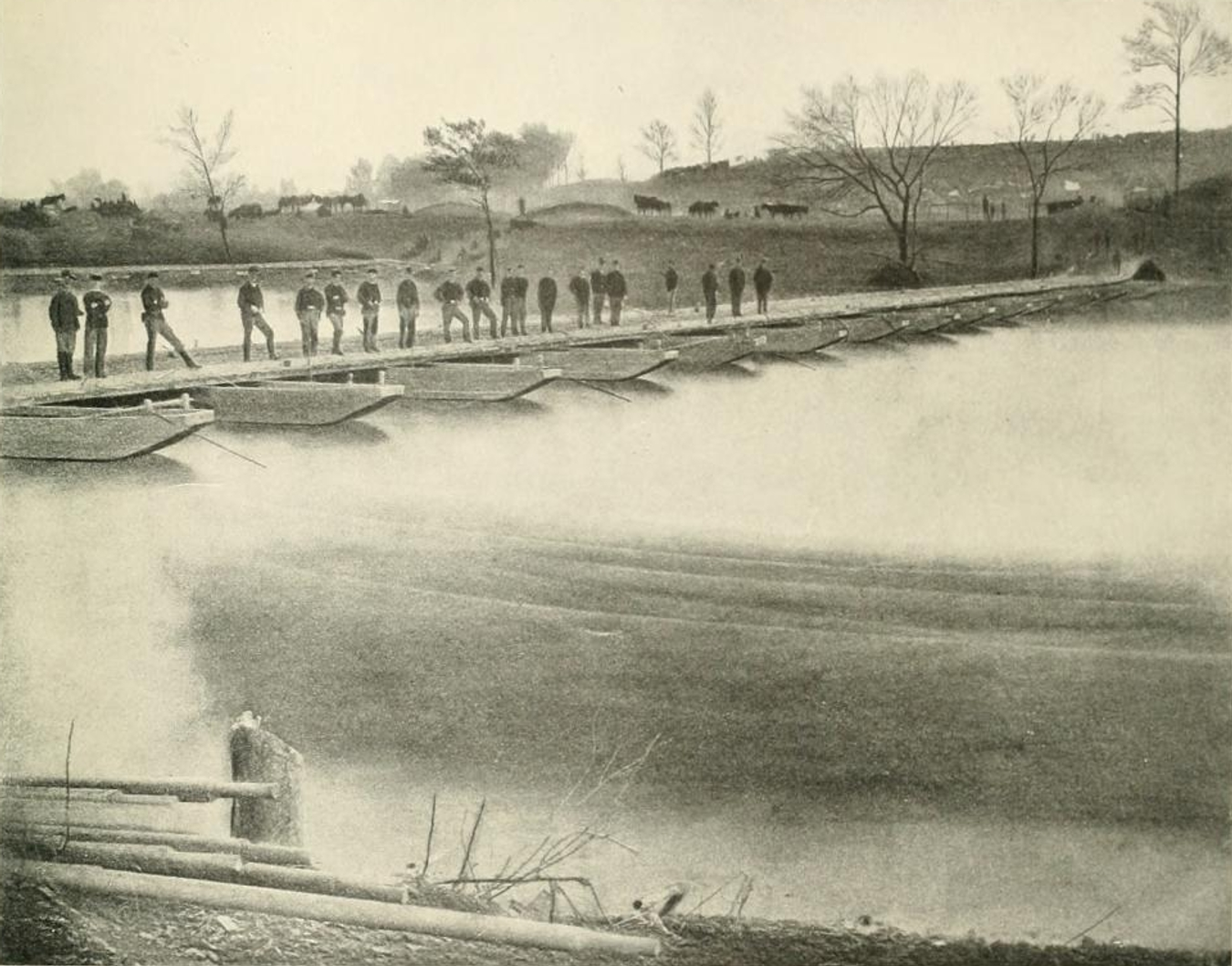
Понтоный мост у Франклин-Кроссинг 29 апреля 1863 года

Почти одновременно с корпусами правого фланга Потомакской армии начали выдвижение корпуса левого фланга, стоящие под Фредериксбергом. Они вышли из лагерей 28 апреля и их наступление было замечено южанами на восходе 29 апреля. Хукер приказал своим людям захватить переправы Франклин-Кроссинг и Фицхью-Кроссинг под Фредериксбергом в предрассветные часы и первые часы дня. Предполагалось, что ночью, до 03:30, будут наведены мосты. Темнота помешала этому замыслу: когда первые лодки (по 45 пехотинцев в каждой) с солдатами VI корпуса отчалили от берега у Франклин-Кроссинг, уже рассвело. Утренний туман, тем не менее, помог им переправиться незамеченными. На крутом южном берегу реки федералов встретили пикеты 54-го северокаролинского полка, которые сделали по атакующим пару залпов и отошли, потеряв двух человек пленными. В перестрелке на стороне федералов погиб один человек и 10 были ранены — это были первые погибшие в сражении при Чанселорсвилле. В 09:45 три моста уже были наведены.
Не так удачно сложились обстоятельства у Фицхью-Кроссинг, где переправлялся I корпус. Впереди шла дивизия Уодсворта, который выделил для штурма берега «Железную Бригаду». Навести мосты ночью не успели, а туман с утра оказался недостаточно густым на этом участке, поэтому федералов заметили пикеты 13-го джорджианского полка и открыли по ним огонь. Рейнольдс приказал развернуть артиллерию, и вскоре 34 нарезных трехдюймовки и две батареи «Наполеонов» начали бомбардировку южного берега. Джорджианцы расстреляли все патроны и отошли, им на замену пришёл 6-й луизианский полк. Между тем Рейнольдс приказал атаковать, и на штурм берега были посланы два полка: 6-й висконсинский и 2-й мичиганский. Генерал Уодсворт лично принял участие в атаке, въехал на коне в реку и запрыгнул в одну из лодок.
Отчаянная атака удалась — висконсинцы и мичиганцы ворвались на южный берег, захватив в плен 78 луизианцев и 28 джорджианцев. Во время этой атаки они потеряли 57 человек убитыми и ранеными. Луизианский полк помимо пленных потерял семь человек убитыми и 12 ранеными. Южанам удалось задержать переправу Потомакской армии на три часа, но все же к полудню мосты были наведены, корпуса Рейнольдса и Седжвика соединились флангами и заняли плацдарм длиной три с четвертью мили.
В эти утренние часы на высотах южного берега стояла дивизия Джубала Эрли. Утром появился Томас Джексон, изучил обстановку и разместил дивизию Роудса правее Эрли. Чуть позже подошла дивизия Хилла и встала позади Эрли, а дивизия Колстона встала позади Роудса. Теперь весь корпус — 38 000 человек — был готов к бою. Генерал Ли предположил, что все происходящее напоминает генеральное наступление и доложил об этом в Ричмонд. Он вызвал артиллерийские батареи с зимних квартир и стал ждать развития событий.
Между тем начали поступать сообщения от Стюарта. Около 09:00 Стюарт передал по телеграфу известие о ночной переправе некоего подразделения федералов у Келли-Форд. В полдень он сообщил, что взял в плен несколько человек из XI, XII и V корпусов федеральной армии. Наконец, в 18:30 пришли известия (от пикетов дивизии Андерсона) о переправе противника через Германна-Форд через реку Рапидан и о его обнаружении у Эли-Форд. Переход Рапидана у Германа-Форд означал, что федеральная армия движется не на Гордонсвилл, как Ли предполагал с утра, а непосредственно в тыл Северовирджинской армии. Это также означало, что противник находился между армией Ли и кавалерией Стюарта — по этой причине Ли приказал Стюарту срочно идти на соединение с основной армией.

### Первоначальные маневры генерала Ли
К вечеру 29 апреля Ли ещё не вполне понимал замысел противника и не знал точной численности его группировки на западе. Для начала он отправил распоряжения генералам Андерсону и Маклоузу. Генерал Маклоуз должен был занять позиции у Фредериксберга и быть готов усилить левый фланг, а генералу Андерсону, бригады которого были разбросаны на левом фланге армии, было велено сконцентрироваться у плантации Джорджа Чанселлора, где сходились дороги, ведущие от переправ через Рапидан, и занять там сколь возможно сильную линию обороны. Ли ждал дальнейших действий Хукера, и таким образом, ещё к началу 30 апреля (четвёртого дня марша) Хукер удерживал инициативу в своих руках.
Генерал Ричард Андерсон получил свои приказы в 21:00 и сразу приступил к их выполнению. В полночь он прибыл к Чанселорсвиллу, где встретился с генералами Махоуном и Посей. Они перекрыли пути ведущие от переправ, а на рассвете к ним присоединилась джорджианская бригада Эмброуза Райта. Между тем Андерсона смущала ограниченная видимость в лесистой местности у Чанселорсвилла, где противник мог скрытно обойти его фланги. Лес также мешал эффективно использовать артиллерию. По этим причинам Андерсон в 06:00 приказал своим бригадам отойти на восток и занять позицию у церквей Зион-Черч и Табернейкл-Черч.
В это утро (30 апреля) Ли получил, наконец, телеграмму от Стюарта, в которой Стюарт точно указывал размер западной группировки — три корпуса. Теперь Ли окончательно понял, что Хукер всерьёз замыслил обойти его левый фланг, и незамедлительно телеграфировал об этом в Ричмонд. В дивизию Андерсона он направил двух инженеров для содействия обороне и приказал артиллерийскому батальону Портера Александера идти на усиление Андерсона. После этого он с Джексоном отправился изучить плацдарм, занятый двумя корпусами под Фредериксбергом. Теперь, когда стало ясно, что армия противника разделена, Джексон предложил атаковать федеральный плацдарм и сбросить противника в реку. Ли заметил, что едва ли это возможно при господстве федеральной артиллерии. «Однако, генерал, — добавил он, — если вы полагаете, что можете добиться тут чего-то, я прикажу атаковать». Джексон подумал и сказал, что надо получше изучить позиции противника.

### Четвёртый день Хукера
30 апреля марш трёх корпусов Хукера продолжался строго по первоначальному плану. Ещё утром 29 апреля его корпуса снялись с лагеря у реки Рапаханок у Келли-Форд и под прикрытием кавалерийской бригады двинулись к переправам через Рапидан по разным дорогам с тем, чтобы встретиться у Чанселорсвилла в «Четвёртый день марша». Слокаму было приказано занять переправы через Рапидан до полуночи. Хукер предполагал сильное сопротивление на реке Рапидан и особенно у переправы Германа-Форд, поэтому велел Слокаму поставить впереди лучшие части — Слокам выделил для этого ветеранскую бригаду Томаса Ружера. В передовом охранении шёл 6-й нью-йоркский кавалерийский полк.
Около полудня корпус Слокама вышел к Рапидану, сломил сопротивление небольшого пикета южан, и в 03:30 Слокам доложил о захвате переправы Германа-Форд. Корпус Мида в тот день вышел к Эли-Форд под прикрытием 8-го пенсильванского кавалерийского полка, и в 17:00 Мид доложил Хукеру о том, что переправа крайне сложна. И все же за вечер Рапидан удалось перейти. В итоге утром 30 апреля, в 06:30, Мид двинул свой корпус к Чанселорсвиллу. По пути они зачистили боковую дорогу к Юнайтед-Стейтс-Форд и установили там контакт с частями II корпуса.
Марш корпуса Мида проходил беспрепятственно в основном потому, что Стюарт не знал о его существовании. Двигаясь на соединение с основной армией, Стюарт пытался затормозить продвижение корпуса Слокама, но не вполне удачно. 3-й вирджинский кавалерийский полк пытался блокировать дорогу к Уайлдернесс-Таверн, но не достиг успеха. В итоге в полдень Мид вышел к Чанселорсвиллу, а Слокам подошёл через несколько часов. Теперь по плану Хукера надо было создать прочную оборонительную позицию и ждать подхода II корпуса. Мид разместил две свои дивизии к востоку от дома Чанселлора, а Слокам — по дуге к востоку и югу. План Хукера был выполнен по всем пунктам, хотя Мида смущало, что армия всё ещё не вышла из лесной зоны Уайлдернесса.
Хукер в это время находился в штабе в Фалмуте. Стивен Сирс предположил, что если бы Хукер находился при наступающих корпусах и лично видел положение вещей, он бы продолжил наступление. Но пока он решил остановиться и дождаться корпуса Кауча. Его немного смущало то, что Ли не уходит из укреплений под Фредериксбергом, но всё же события складывались благоприятно — шёл четвёртый день кампании, продовольствия имелось ещё на четыре дня, и уже появилась возможность доставки обозов. Предполагалось, что Стоунман в любой момент перережет коммуникации Ли, и тот будет вынужден что-то делать. Весь день 30 апреля Хукер наблюдал за противником на его позициях под Фредериксбергом. К вечеру он принял решение. Хукер решил продолжить свой фланговый манёвр, чтобы, во всяком случае, взять под контроль переправу Бэнкс-Форд. К вечеру он отбыл из Фалмута в Чанселорсвилл, оставив Седжвику инструкции — следить за противником и, как только тот начнёт отходить от Фредериксберга, сразу же нанести решительный удар.

### Новый план генерала Ли
Генерал Ли также провел весь день 30 апреля в попытках понять намерения противника. Его очень беспокоило положение дивизии Андерсона. «Надеюсь, у вас получится занять хорошую позицию и укрепить её как следует», — написал он генералу в 14:30 и отдельно посоветовал ему использовать все лопаты с максимальной эффективностью. Историки Стивен Сирс и Эрл Гесс считают этот приказ первым случаем, когда рытье траншей было инициировано официальным приказом . Дуглас Фриман писал, что этот приказ Ли имеет «историческое значение». «Ли впервые, в полевой операции, приказал сооружать полевые укрепления. Он уже строил укрепления под Фредериксбергом, когда предполагал удержать высоты малыми силами, используя основную армию для манёвров, но теперь он решил, что сможет повысить обороноспособность своего левого фланга тем, что поместит людей в укрытие».
Ли также велел Андерсону заготовить двудневные рационы и отослать обозы в тыл, из чего следовало, что он был готов к отступлению в любой момент. Потом Ли поднялся на высоту, известную сейчас, как Холм Ли, и некоторое время изучал позиции противника на берегу Раппаханока. В итоге он решил, что главную атаку Хукер планирует не здесь. Он вернулся в штаб к Джексону и сообщил ему свои соображения. Джексон согласился с его выводами, и тогда Ли изложил ему новый план. Он решил оставить часть войск на позициях под Фредериксбергом, а основной массой атаковать западную группировку противника. «Он осознал, что ему, возможно, придётся отойти от рубежа реки Раппаханок перед лицом превосходящих сил противника, но, что характерно, он не собирался делать это без боя. Это было именно то решение, которого ждал Хукер».

### 1 мая
Утром 1 мая Хукер проснулся рано и в 07:00 объехал линии своих войск. На утреннем смотре войскам было зачитано его обращение от 30 апреля:

В ДВУХ МИЛЯХ ОТ ФРЕДЕРИКСБЕРГА, Вторник, 30 апреля — 11 утра.
С сердечным удовлетворением главнокомандующий сообщает армии, что операции последних трёх дней привели к тому, что противник вынужден бесславно бежать, или же выйти из укреплений и дать бой на нашей позиции, где его ждет неминуемое поражение. Операции Пятого, Одиннадцатого и Двенадцатого корпусов были серией великолепных достижений.
По распоряжению генерал-майора Хукера

С. Уильямс, генерал-Адъютант

Оригинальный текст (англ.)– TWO MILES BELOW FREDERICKSBURGH, Thursday, April 30 -- 11 o'clock A.M.

It is with heartfelt satisfaction that the General Commanding announces to the army that the operations of the last three days have determined that our enemy must ingloriously fly, or come out from behind their defences and give us battle on our own ground, where certain destruction awaits him. The operations of the Fifth, Eleventh and Twelfth Corps have been a series of splendid successes.
By command of Maj.-Gen. HOOKER.

S. WILLIAMS, Adjutant-General.
— статья в «The New York Times» от 3 мая 1863 года.
На этот день — пятый день кампании — Хукер задумал следующий шаг: выдвинуться к переправе Бэнкс-Форд, чтобы выйти во фланг дивизии противника у Табернейкл-Черч и, заняв переправу, сократить свои линии снабжения. Так же предполагалось наступать на противника с фронта, чтобы таким образом противник попал под удар с фронта и фланга. Ещё за день Хукер отправил приказы другим подразделениям: дивизии Гиббона было приказано идти из Фалмута к Бэнкс-Форд, III корпусу Сиклса — идти к Юнайтед-Стейтс-Форд и оттуда к Чанселорсвиллу, а Седжвику — провести 1 мая демонстрацию перед Фредериксбергом. «Здесь и начались его проблемы», — писал по этому поводу Стивен Сирс.
Приказ Гиббону «перейти Бэнкс-Форд завтра в 09:00» был составлен Хукером вечером 30 апреля, но из-за поломки телеграфного аппарата он был отправлен только после полуночи и был получен в штабе армии только в 08:00 1 мая, когда уже было неясно, что же такое «завтра в 09:00». Затем телеграф снова испортился, поэтому штаб не смог уточнить время у Хукера, который между тем отправил приказ Седжвику, тоже не дошедший по назначению.
В 05:30 Хукер получил сообщение, что корпус Джексона всё ещё стоит у Франклин-Кроссинг, и это означало, что перед Хукером всё ещё находится только дивизия Андерсона. В 10:00 из разведки вернулся начальник топографического отдела, Говернор Уоррен, который доложил расположение дивизии Андерсона, и Хукер начал наступление. Две дивизии Джорджа Мида (Гриффина и Хемфриса), общей численностью 10 850 человек, двинулись по Ривер-Роуд к Бэнкс-Форд при поддержке одной артиллерийской батареи. Дивизия Сайкса, 4 950 человек регулярной армии, двинулась на восток по главной фредериксбергской дороге (Оранж-Тенпайк). Две дивизии корпуса Слокама (Уильямса и Гири, 13 450 чел при 12 орудиях) двинулись на восток по Оранж-Пленк-Роуд. Предполагалось, что они соединяться и образуют единый фронт. Серьёзного сопротивления Хукер не ожидал и был к нему не готов.
План Хукера в том виде, в котором он изложил его в приказах, был странен. Это был не приказ на атаку и не приказ занять оборонительные позиции. Корпусным командирам было непонятно, что именно они должны делать, когда выйдут на указанные приказом позиции, и какова цель этого наступления.

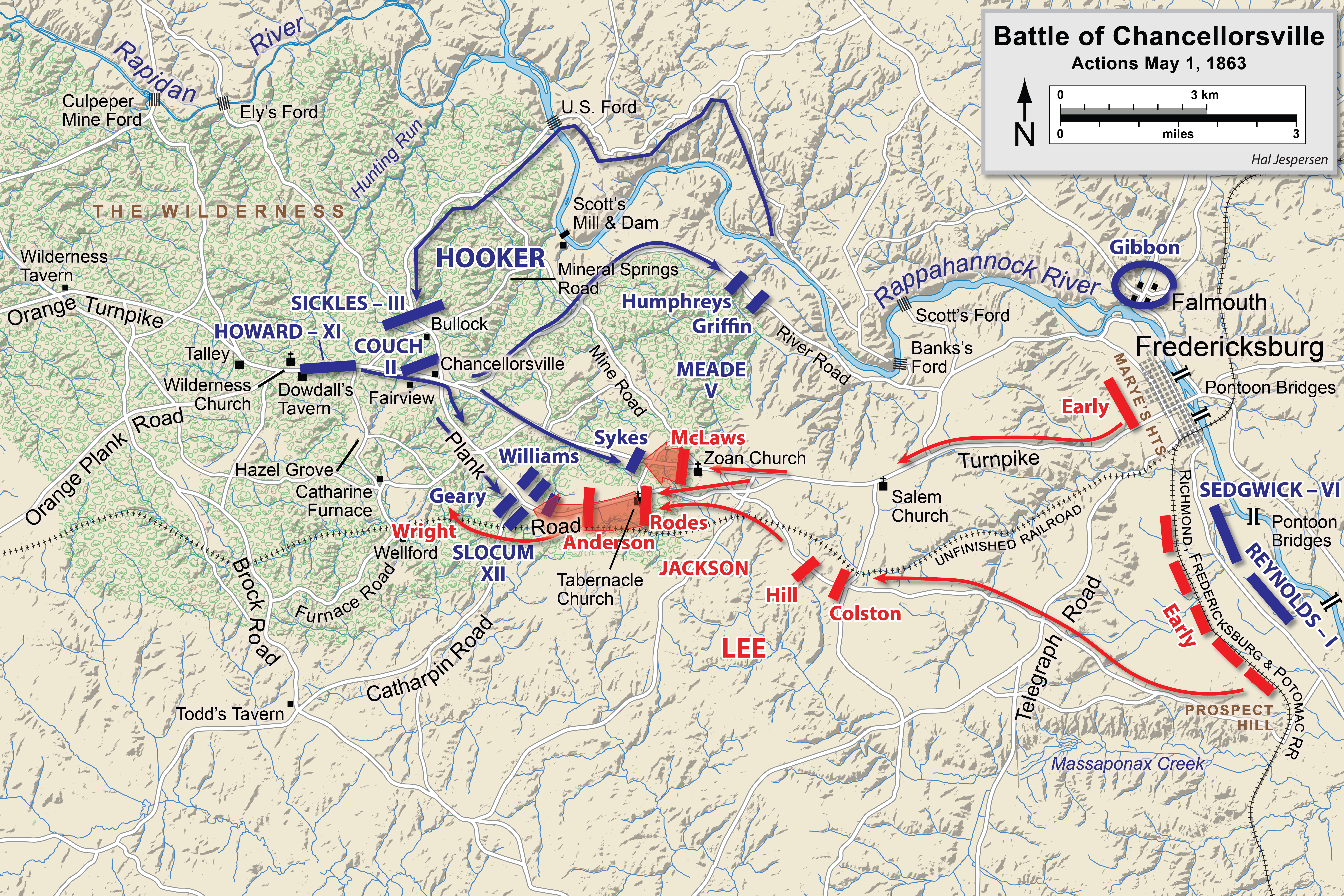
Чанселорсвилл, 1 мая

Между тем на рассвете три дивизии Томаса Джексона снялись с позиций и под прикрытием тумана отправились на запад. В траншеях под Фредериксбергом осталась дивизия Эрли и бригада Барксдейла — 12 400 человек при 65 орудиях. Остальные 36 300 человек и 33 батареи были переправлены на поддержку дивизий Андерсона и Маклоуза, которые должны были возглавить наступление. В 08:30 Джексон лично прибыл на позиции дивизии Андерсона с поручением «подготовить всё для отражения врага». Отражать врага Джексон решил наступательно. Он велел Андерсону и Маклоузу прекратить рытье траншей, и сразу же выступить на запад. Джексон не очень хорошо знал местность, но её знали Махоун и Посей, частые гости в доме Чанселлора, бригады которых и поставили в авангарде. Бригада Махоуна пошла по Оранж-Тенпайк, за ней бригады Уоффорда, Семса и Кершоу. По Оранж-Пленк-Роуд пошла бригада Посей, за которой последовали джорджианцы Райта. Это наступление началось в 10:30.
В то же самое время (10:30) был отдан приказ на наступление корпусам Мида и Слокама. Первая перестрелка произошла между пикетами 8-го пенсильванского кавалерийского полка и пикетной цепью 12-го вирджинского полка у дома Джозефа Эслопа. Кавалеристы оповестили Сайкса, который послал вперед бригаду полковника Сидни Бербанка — шесть полков регулярной пехоты, 1 500 человек. Впереди шла пикетная цепь 17-го пехотного полка. 17-й отбросил 12-й вирджинский полк, а Сайкс между тем отправил бригаду регуляров Ромейна Эйрса на прикрытие левого фланга Бербанка. Аналогично Маклоуз ввёл в бой бригаду Уоффорда на правом фланге и бригаду Семса на левом. Маклоуз опасался за свой левый фланг, который могли атаковать со стороны Плэнк-Роуд, но Джексон обещал прикрыть фланг артиллерией. Через два часа боя, около 13:00, Сайкс начал понимать, что противник превосходит его численно, корпус Мида не появляется, и положение на флангах ненадёжно. И он уведомил об этом Хукера.
Корпус Мида в это время вполне мог атаковать Маклоуза во фланг по Дуэрсонс-Миллроад, но он ничего не знал о положении Сайкса и наладить с ним контакт не смог. Аналогично Слокам, двигаясь по Пленк-Роуд, отстал от Сайкса на 2 мили и не смог наладить с ним связь, а около дома Элдрича его корпус встретил колонну Джексона (бригаду Посей).
Между тем Хукер как раз получил несколько донесений из штаба, в которых говорилось, что крупные силы противника, предположительно корпус Джексона, движутся на запад к Чанселорсвиллу. Однако в этих донесениях ничего не говорилось о действии корпуса Седжвика, на наступление которого Хукер рассчитывал. В этой ситуации Хукер стал опасаться, что почти изолированная дивизия Сайкса может быть разбита Джексоном. Местность не позволяла им сформировать единую линию фронта, и во избежание разгрома по частям, Хукер решил отвести корпуса на исходную позицию. Приказ был отправлен командирам. Дариус Кауч, который находился при колонне Сайкса, не захотел подчиниться этому приказу и отправил штабного офицера к Хукеру за разъяснениями. Такая решительность удивительна для осторожного Кауча (заметил Стивен Сирс), который в данный момент только что прибыл на поле боя и ещё не мог знать всего положения вещей. Но Хукер настоял на отходе.
Многие офицеры Потомакской армии сочли приказ об отступлении ошибкой. Генерал Эндрю Хэмфрис впоследствии утверждал, что отступление было ошибкой. «Я не знаю, что заставило генерала Хукера отойти с этой позиции, расположенной перпендикулярно к Плэнк Роуд, ведущей на Фредериксберг. Будучи только дивизионным командиром, я не знаю всех фактов. Я слышал, была какая-то информация о противнике на фланге, со стороны Орандж Котхаус. Лично я думаю — мы должны были атаковать противника, вместо того, чтобы отступить и ожидать атаки с его стороны». Плезантон говорил, что отступление породило в солдатах чувство неопределённости. Хэнкок утверждал, что отступление было ошибкой и у армии были все шансы на успех. Уоррен утверждал, что он уже уговорил Хукера не отступать, но опоздал и приказ на отступление уже начал исполняться. Генерал Карл Шурц (командир дивизии XI корпуса) потом писал, что удачно начатая наступательная кампания превратилась в оборонительную и Хукер упустил инициативу, предоставив врагу полную свободу действий.
Хукер впоследствии утверждал, что его критики сами не видели положения на поле боя и не знали обстоятельств. И если бы он снова оказался в тех обстоятельствах, то без колебаний повторил бы приказ.
Федеральная армия постепенно отошла на прежние позиции у дома Чанселлора. Бригады Джексона настойчиво преследовали их всю дорогу, а затем Джексон стал думать об обходе правого фланга противника и послал бригаду Эмброуза Райта на разведку. Райт вышел к плавильной мастерской, известной как Кэтрин-Фернанс, и встретил там Джеба Стюарта, который сообщил ему, что фланг федералов упирается в высоту Хэйзел-Гроув. Райт начал перестрелку с противником в густом лесу и запросил у Стюарта поддержки артиллерией. Вскоре появился сам Джексон, чтобы оценить положение. Федералы в это время ответили мощной артиллерийской канонадой, которая вынудила Райта отойти. В это время заходило солнце и сражение постепенно затихло.

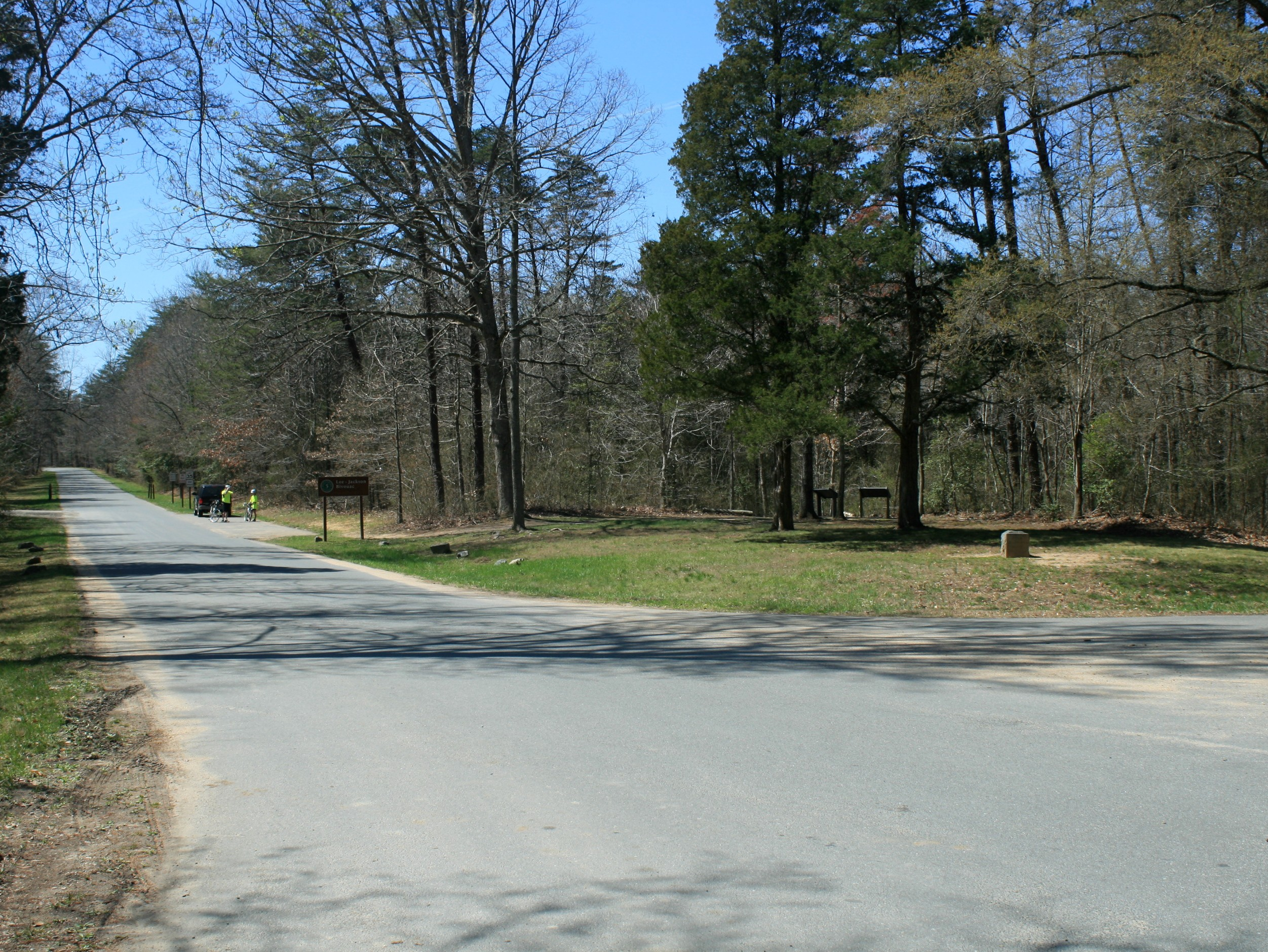
Место, где находился штаб генерала Ли вечером 1 мая

Генерал Ли появился на поле боя ещё днём, выслушал рапорт Джексона, но не стал делать никаких предложений. В данной ситуации казалось логичным атаковать левый фланг противника и отрезать его от переправ, но неудобство местности не позволяло осуществить этот замысел. Ли решил, что здесь нет места для атаки. Он вернулся туда, где был организован временный полевой штаб — на пересечении Пленк-Роуд и Кэтрин-Ферненс-Роуд, и где его уже ждал Джексон. Там они устроились на бревне и стали обсуждать планы на следующий день. Их совещание было долгим, но подробности его неизвестны. Предположительно, они решали, как именно атаковать противника, а для этого нужна была дополнительная информация. К переговорам присоединился Стюарт, который вспомнил, что Беверли Ласи, капеллан корпуса Джексона, некогда служил в одной из церквей Уайлдернесса и хорошо знаком с местностью. Ласи подтвердил, что существуют дороги, позволяющий обойти фланг противника. Было решено осуществить этот манёвр на следующий день, и Джексон обещал поднять своих людей в 4 часа утра.

### 2 мая

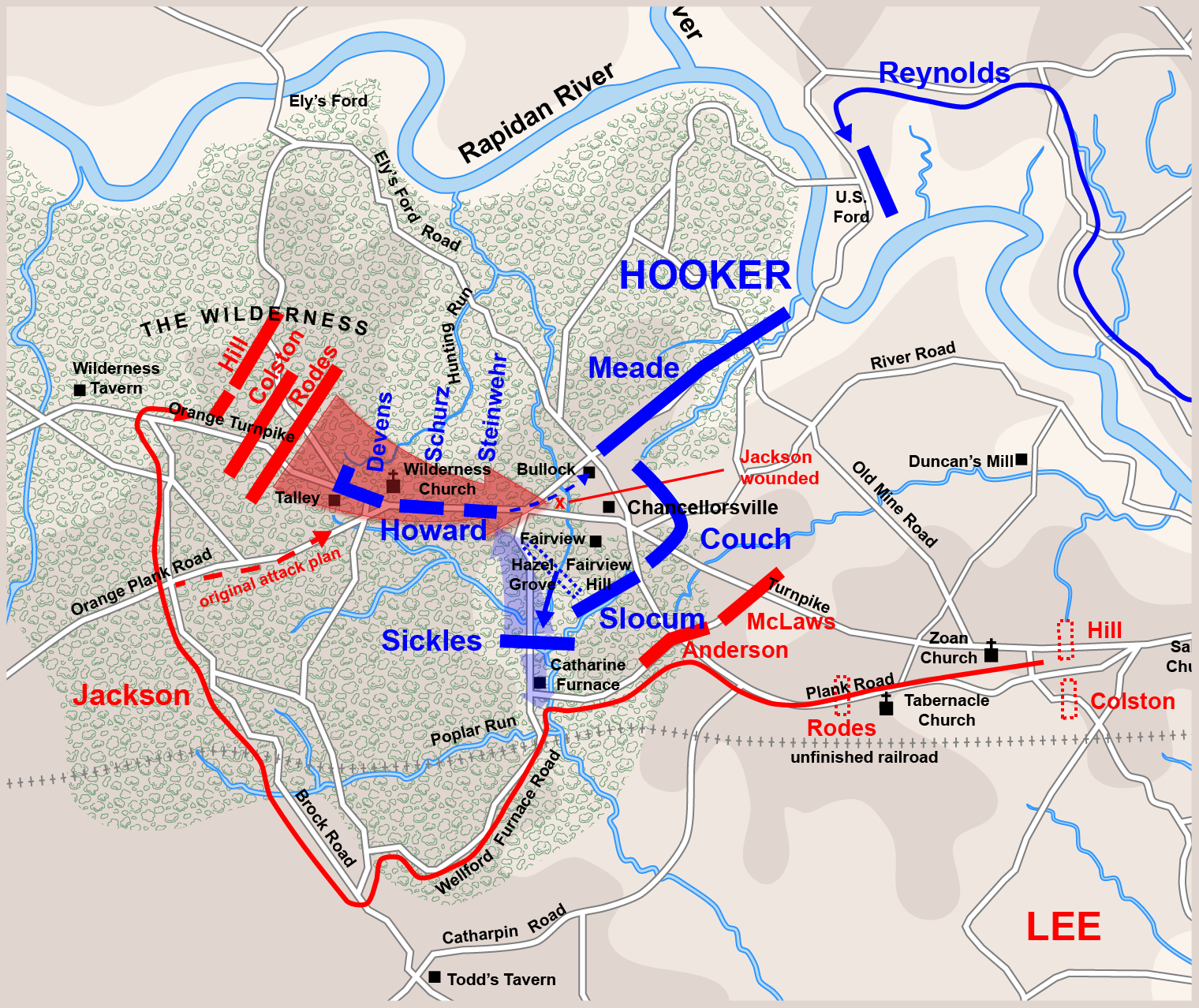
Чанселорсвилл, 2 мая

Утром Джексон вызвал пастора Ласи, и тот обозначил на карте предложенный маршрут. Джексон спросил о наличии более короткого; Ласи такого не знал, но указал на владельца мастерской Кэтрин-Ферненс, Чарльза Уэллфорда, который мог быть осведомлён о коротком пути. Ласи и Джед Хотчкисс отправились в дом Уэллфорда, где нашли хозяина, который подтвердил, что короткая дорога существует, и обозначил её на карте. Ласи и Хотчкисс вернулись в штаб, где показали карту Ли и Джексону. Джексон сказал, что именно этой дорогой он собирается выйти в тыл Потомакской армии. Ли спросил, какими же силами, и Джексон ответил: «Всем своим корпусом». — «Что же вы оставите мне, чтобы сдерживать здесь федеральную армию?» — спросил Ли. Джексон предложил оставить две дивизии.
На восходе солнца Джексон начал готовить к маршу три дивизии: Роудса, Колстона и Хилла. В этом соединении насчитывалось 15 бригад, всего 29 400 человек. Их поддерживали 27 батарей артиллерии (108 орудий). Общая численность колонны составила 33 000 человек. На позициях остались дивизии Андерсона и Маклоуза, 13 915 человек при полутора полках кавалерии и 24 орудиях. Эти две дивизии оказывались в особо опасном положении, но Ли пошёл на этот риск, потому что понял намерения Хукера. Хукер готовился к обороне и ждал нападения — это значило, что Ли какое-то время может не опасаться атаки противника. И, наконец, он верил в то, что Джексон сделает всё как надо.
Проигнорировать военную теорию и разделить армию перед лицом противника — это не было чем-то беспрецедентным для генерала Ли. Но разделить уже разделённую армию буквально под дулами орудий вражеской армии, превосходящей его численностью вдвое — это было беспрецедентно.
Подготовка колонны к маршу потребовала больше времени, чем предполагалось, и в итоге только в 07:00 передовая бригада Альфреда Колкитта двинулась в путь. Джексон наблюдал некоторое время за выдвижением колонны, а затем отправился в её начало. В 11:00 выступило последнее подразделение — из дивизии Хилла. Около мили колонна шла по Ферненс-Роуд через лес, но затем ей пришлось пересекать открытое пространство, где её заметили наблюдатели из дивизии Дэвида Бирни. Бирни переправил сообщение в штаб корпуса и армии, но прошло более часа, прежде чем Хукер получил этот рапорт и разрешил обстрелять колонну. В 10:00 два 10-фунтовых Паррота открыли огонь. Этот обстрел не нанёс потерь, однако колонне было велено ускориться, а обозы были перенаправлены на более безопасную дорогу.
Хукер между тем заподозрил, что противник нацеливается на его правый фланг и в 09:30 отправил два сообщения Ховарду, где напоминал, что его фланг ничем не укреплён, и посоветовал расставить пикеты как можно лучше и дальше:

Штаб Потомакской армии,

Чанселорсвилл, 2 мая 1865, 09:50
Командующий генерал-майор поручил мне сказать, что позиция вашего корпуса рассчитана на фронтальную атаку врага. Если он обойдёт вас с фланга, вам необходимо изучить местность и решить, какую позицию занять в этом случае, чтобы вы готовы были к атаке, откуда бы она ни началась. Он предполагает, что у вас под рукой надёжные резервы на такой случай. Ваш правый фланг не кажется достаточно сильным. Там нет никаких укреплений и там, кажется, недостаточно людей, и они, как генерал полагает, размещены не так, как требуется. У нас есть все основания предполагать, что противник движется на наш правый фланг. Пожалуйста, расставьте пикеты так далеко, как позволяет безопасность, чтобы вовремя узнать об их приближении.
Ван Аллен

Бриг. ген. и адъютант

Оригинальный текст (англ.)– Headquarters, Army of the Potomac,

Chancellorsville, May 2d, 1865, 9:50 a. m.
I am directed by the Major General commanding to say that the disposition you have made of your corps has been with a view to a front attack of the enemy. If he should throw himself upon your flank, he wished you to examine the ground and determine upon the position you will take in that event, in order that you may be prepared for him in whatever direction he advances. He suggests that you have heavy reserves well in hand to meet this contingency. The right of your line does not appear to be strong enough. No artificial defenses worth naming have been thrown up, and there appears to be a scarcity of troops at that point, and not, in the general's opinion, as favorably posted as might be. We have good reason to suppose that the enemy is moving to our right. Please advance your pickets as far as may be safe, in order to obtain timely information of their approach.
J. H. Van Alen

Brig. Gen. and Aide-de-Camp.

— The Reminiscences of Carl Schurz
Ховард получил эти сообщения в 10:00 в своём штабе в Доудалл-Таверн и ответил, что примет меры, однако всерьёз никаких мер не принял. Он был убеждён, что густой лес на его фланге непроходим для пехоты. Только бригада Башбека отрыла полосу укреплений, которая тянулась на север от Доудолл-Тверн фронтом на запад. Но и эти траншеи были неглубоки и не усилены артиллерией.
Тем временем Дэниель Сиклс, командир стоящего на высоте Хейзел-Гроув III корпуса, запросил разрешения провести пробную атаку тех частей противника, что он наблюдал у Кетрин-Ферненс, и Хукер разрешил, с условием соблюдения осторожности. Сиклс отправил в атаку дивизию Бирни, которую усилил снайперской бригадой Хайрема Бердана, размером в два полка. Наступая в стрелковой цепи, полки Бердана вошли в соприкосновение с 23-м джорджианским пехотным полком, который обеспечивал охранение. Колонна Джексона к этому времени уже почти прошла открытый участок; джорджианцы подождали, пока пройдут последние части, а затем отступили к мастерской Кетрин-Ферненс, где ненадолго заняли оборону. В результате этого боя джорджианцы потеряли всего двух человек убитыми, зато 296 попало в плен. Когда федералы вышли к мастерской, они заметили только хвост колонны, идущий на юг (а не на запад). Дэн Сиклс пришёл к выводу, что противник отступает.
Сообщение Сиклса об отступлении противника пришло в штаб Хукера около 14:00. Эта информация быстро распространилась по корпусам армии. Уже в 14:30 Хукер прислал Оливеру Ховарду распоряжение подготовить корпус к преследованию врага на следующее утро. Помимо донесения Сиклса пришло ещё одно — от Дэна Баттерфилда из Фалмута, который сообщил, что южане покидают укрепления под Фредериксбергом. Хукер решил, что Ли отступает на запад, к Гордонсвиллу, и замеченная Сиклсом колонна — это отправленные вперёд обозы и артиллерийский резерв.

#### Атака Джексона

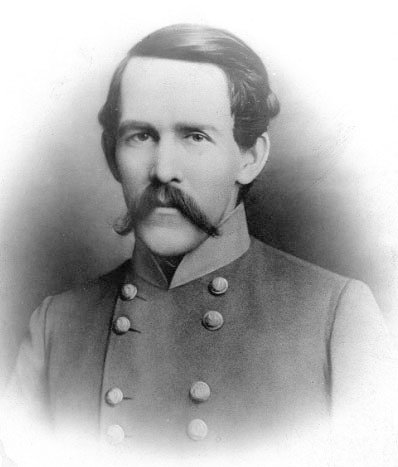
Роберт Роудс, командир первой дивизии линии Джексона

В 15:00 две передовые дивизии корпуса Джексона вышли на Оранж-Пленк-Роуд и начали перестраиваться в боевые линии. Это была сложная задача, потому что это необходимо было сделать в полной тишине, без сигналов и команд. В первой линии встала дивизия Роберта Роудса: на левом фланге бригада Иверсона, правее бригада О’Нила, Долса и Колкитта. Дивизия численностью 7 800 человек заняла фронт в 1 200 метров. Во второй линии, в 200 метрах позади первой, стояла бригада Рамсера (справа) и две бригады дивизии Колстона (Уоррена и Джонса). В третьей линии, которая тянулась от Оранж-Тенпайк на север, стояли бригады Френсиса Ничолса и Генри Хета. Бригада Лэйна стояла в тылу, построенная колонной на дороге. Треть всех сил Джексона не участвовала в этом построении; Бригада Каменной Стены прикрывала правый фланг, находясь на Оранж-Пленк-Роуд, а три бригады Хилла стояли далеко в тылу. Итого для атаки было выделено 21 500 человек при 8 орудиях (батальон Томаса Картера).
Построение такой крупной формации не могло остаться незамеченным противником, и в штаб федерального командования неоднократно поступали донесения. Джон Ли (полковник 55-го Огайского полка и будущий губернатор Огайо) трижды передавал генералу Дивенсу сообщения от пикетов, но Дивенс проигнорировал их. Аналогичные истории рассказывали потом полковники 25-го Огайского и 17-го Коннектикутского полков. Людей Джексона заметили и наблюдатели дивизии Альфеуса Уильямса. Генерал фон Гильза, командовавший крайней правой бригадой, также передавал сообщения в штаб Ховарда и также без последствий. Только дивизионный генерал Карл Шурц всерьёз отнёсся к этим новостям и отправил на рекогносцировку капитана Дилджера. Дилджер сумел пробраться до поляны у фермы Лакетта, на которой как раз строилась колонна Джексона. Дилджер едва успел скрыться и в итоге добрался до штаба Хукера, но звание капитана не давало ему права прямого доклада главнокомандующему, и его перенаправили в штаб Ховарда, который, в свою очередь, отсутствовал, так как с 16:00 сопровождал бригаду Бэрлоу, посланную на усиление III корпуса.
В это время все три федеральные дивизии XI корпуса всё ещё стояли фронтом на юг. Крайней стояла дивизия Чарльза Дивенса (Огайская бригада Маклина и Нью-Йоркско-пенсильванская бригада фон Гильзы). Левее Девенса стояла дивизия Карла Шурца. Шурц предпринял некоторые меры и развернул три полка фронтом на запад. Два полка развернул и бригадный генерал фон Гильза. Южный фронт корпуса был растянут на 2 200 метров и насчитывал 20 полков (8 600 чел.) при 16 орудиях. Фронтом на запад стояли 5 полков (2 200 чел.) при 18 орудиях. Всего, с вычетом бригады Барлоу (отправленной на помощь генералу Бирни) корпус насчитывал 10 500 человек.
Крайняя бригада фон Гильзы на тот момент имела следующий состав:
- 41-й Нью-Йоркский пехотный полк, майор Детлев фон Эйнсидель;
- 45-й Нью-Йоркский пехотный полк, полковник Георг фон Амсберг[англ.];
- 54-й Нью-Йоркский пехотный полк, подполковник Чарльз Эшби (фронтом на запад);
- 153-й Пенсильванский пехотный полк, полковник Чарльз Гланц (фронтом на запад)[69].

В 17:30 Томас Джексон выехал к передовым линиям дивизии Роудса на Оранж-Тенпайк. «Вы готовы, генерал Роудс?» — спросил он. «Да, сэр!» — ответил Роудс. Тогда Джексон спокойно сказал: «Ну тогда можете начинать». Роудс дал команду наступать. Его дивизии надо было пройти примерно километр до позиций противника. Уже через 10 минут начались перестрелки пикетов, а через 15 в бой включились основные линии. Прямо по линии дороги шла джорджианская бригада Джорджа Долса, которая неожиданно для себя наткнулась на бригаду фон Гильзы, о существовании которой не подозревала. При их появлении  54-й Нью-Йоркский и 153-й Пенсильванский полки, хотя и стоявшие фронтом на запад, были развернуты в стрелковые цепи и не могли выдержать атаки в рукопашную, тем более при таком подавляющем численном превосходстве противника, успели сделать несколько залпов и на несколько минут задержали бригаду Долса, но 21-й Джорджианский вышел им во фланг, и полки также обратились в бегство. 45-й и 41-й Нью-Йоркские полки, стоявшие на дороге фронтом на юг, обратились в бегство, не сделав ни одного выстрела. Батарея Дикманна успела сделать один залп, после чего артиллеристы были вынуждены бросить орудия. Всего за 10 минут бригада фон Гильзы потеряла 264 человека, из них половину — пленными, включая полковых командиров Эшби и Гланца.
После бригады фон Гильзы под удар попала огайская бригада Натаниеля Маклина. Это были пять пехотных полков, построенные фронтом на юг: три в первой линии и два во второй. Полковник Джон Ли бросился в штаб дивизии за подмогой, но генерал Дивенс даже теперь не решался действовать без инструкций из штаба корпуса. Ли потом утверждал, что генерал Дивенс был пьян и не соображал, что делает. Полковник Рейли развернул свой 75-й Огайский полк фронтом на запад, но полк попал под такой плотный огонь, что его линия стала рушиться. Полковник Рейли был убит, а полк обратился в бегство. Бригада отошла к штабу дивизии у дома Телли, где генерал Дивенс пришёл в себя и начал что-то делать, чтобы навести порядок, но был вскоре ранен и вынесен с поля боя. Полковые батареи сразу же ушли в тыл. Буквально за 15 минут бригада Маклина потеряла 688 человек, в том числе четырёх полковников.
Следующей в линии стояла дивизия Карла Шурца, который заранее развернул у фермы Хоукинса три полка бригады Кржижановски фронтом на запад: 82-й Огайский, 58-й Нью-Йоркский и 26-й Висконсинский. Эти полки держали позицию около 20 минут (по словам Шурца), но когда их фланг оказался обойдён, они тоже отошли, сохраняя порядок (Шурц писал, что они отступили к Уайлдернесс-Черч и там некоторое время держали позицию). «Виной тому одно: Зигеля больше не было с нами, а остальные не годились в генералы», — говорил потом один рядовой висконсинского полка. Южнее, у Пленк-Роуд, пытался обороняться 119-й Нью-Йоркский полк, но его командир был убит, и полк стал отходить. Упорство проявила только артиллерия: капитан Дилджер развернул шесть «Наполеонов» на дороге и открыл огонь по наступающему противнику. Пехота вскоре бежала, бросив батарею, и Дилджер держал позицию, пока противник не подошёл на несколько сотен метров. Перейдя на выстрелы картечью прямой наводкой и смог даже на несколько минут остановить атаку и смести пехоту с дороги. Однако без пехотного прикрытия ружейный огонь начал убивать прислугу и коней, и он был вынужден отправить свои орудия в тыл.
Генерал Ховард, только что вернувшийся в расположение корпуса, был свидетелем бегства дивизии Шурца. Стараясь спасти положение, он использовал свой последний резерв — бригаду Адольфуса Башбека. У этой бригады было немного времени на то, чтобы развернуться фронтом на запад у Доудалл-Таверн и соорудить кое-какие укрепления. Они заняли позицию примерно в 1 000 метров длиной, и к ним присоединились некоторые части других бригад. Однако фронт наступления бригад Джексона был почти втрое шире. Башбек продержался около получаса, но его обошли с правого фланга, и бригада начала отступать. Башбек потерял 495 человек, в том числе трёх полковых командиров.
XI корпус попал в критическое положение: после наступления III корпуса к Кэтрин-Фернанс на его месте осталось пустое пространство: 3 километра отделяли XI корпус от остальной армии. Это расстояние занимала узкая дорога через лес, ведущая на открытое пространство на высоте Фэрвью. Полки корпуса в панике бежали по этой дороге на восток, до самого штаба армии, и, возможно, даже дальше, за порядки федеральной армии, навстречу дивизиям Маклоуза и Андерсона. Во всяком случае, солдаты бригады Махоуна сумели захватить знамя 107-го огайского полка из дивизии Дивенса. Джон Хукер только теперь узнал о происходящем. У него под рукой оказалась только дивизия Хайрама Берри, в прошлом — собственная дивизия Хукера — и он направил её на запад. «Примите их на штыки, парни, — крикнул он, — примите их на штыки!» Он также приказал капитану Бесту развернуть артиллерию на высоте Фэрвью фронтом на запад и вроде бы лично, своими руками разворачивал орудия. Один из его приказов был направлен 8-му пенсильванскому полку на высоте Хейзел-Гроув.
8-й пенсильванский кавалерийский полк получил приказ "о помощи Ховарду кавалерией", но в приказе ничего не было сказано про нападение Джексона. Майор Пеннок Хюэй построил кавалерию в колонну и без особой спешки направил её на север к Пленк-Роуд, где он почти в упор наткнулся на пехоту Роудса. Поворачивать было поздно, и Хюэй приказал атаковать с саблями наголо. Полк прорвался метров на сто, пока не рассыпался под ружейными залпами. После отбития атаки полк отступил на восток к штабу. Хюэй насчитал 30 человек и 80 лошадей потерянными. Впоследствии генерал Альфред Плезантон утверждал, что это именно он послал Хюэя в атаку и что эта атака остановила наступление Джексона и дала время Плезантону установить артиллерию на высоте Хейзел-Гроув. В реальности эта атака не дала особого эффекта, и это событие упоминает только рапорт Иверсона.

#### Гибель Джексона

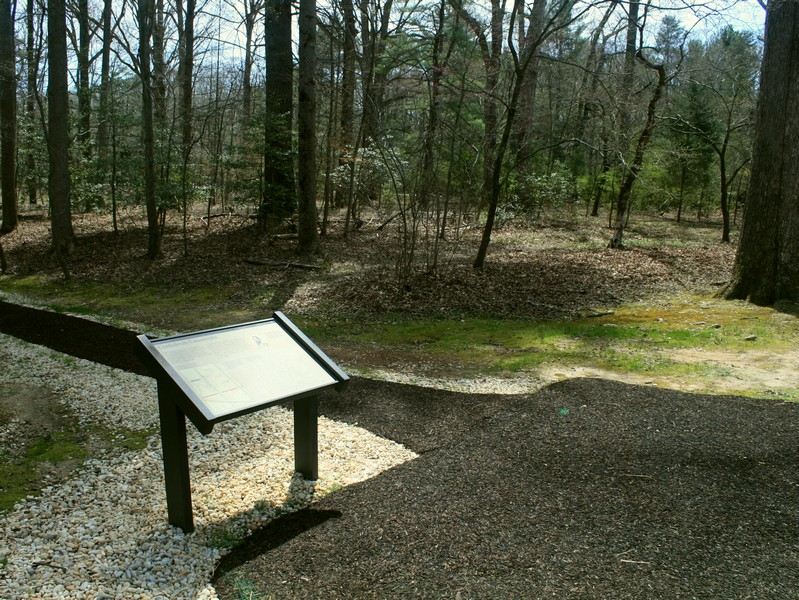
Участок Маунтин-роуд и место ранения Джексона (2015)

Примерно к 19:00 наступающие колонны Джексона оказались дезорганизованы и неуправляемы. Порядки полков и бригад постепенно смешались, бригады Рэлея Колстона сблизились с бригадами Роудса, и две линии местами слились в одну. Бригада Иверсона на левом фланге двигалась быстро, обходя фланги противника, а бригада Колкитта на правом фланге отставала: Колкитт беспокоился за свой правый фланг и часто разворачивал бригаду фронтом на юг, чем в свою очередь тормозил бригаду Рамсера. «Теперь конфедераты были так же дезорганизованы победой, как федералы — поражением», — писал Стивен Сирс. В 19:15 Роудс приказал приостановить наступление ввиду неразберихи и темноты. Он предложил Джексону послать вперед дивизию Хилла, чтобы остальные части успели привести себя в порядок. Не до всех бригад дошёл приказ Роудса. 4-й джорджианский полк из бригады Долса успел атаковать высоту Хейзел-Гроув, но был отбит артиллерией.
Первой подошла бригада Джеймса Лэйна из дивизии Хилла и стала разворачиваться поперёк Пленк-Роуд. При этом она столкнулась с бригадой Джозефа Кнайпа, которая в этом столкновении едва не была уничтожена: в плен попали три полковника, один был убит, а сам генерал Кнайп едва не был захвачен в плен. Теперь Лэйн развернул 7-й и 37-й северокаролинские полки с южной стороны дороги, а 18-й и 28-й поместил с северной. 33-й северокаролинский полк был развёрнут в стрелковую цепь.
В это время Джексон находился на Пленк-Роуд у здания школы, где была развернута батарея Картера. Здесь он встретил Хилла со штабными офицерами и велел Хиллу как можно скорее сменить дивизию Роудса. Построив дивизию, Хилл должен был атаковать и гнать противника к броду Юнайтед-Стейтс-Форд. Затем Джексон отправился по Пленк-Роуд до линии Лэйна и выехал за линию по дороге Маунтин-Роуд. Генерал Хилл следовал за ним в отдалении. Джексон проехал примерно 150 метров за линию бригады Лэйна, остановившись там, где уже было слышно движения противника. Постояв там две или четыре минуты, он повернул обратно. Неожиданно раздался выстрел, а за ним залп — предположительно 37-го и 7-го северокаролинских полков. Этим залпом убило одного человека в группе Хилла и одного — в группе Джексона. Джексон повернул назад, но 18-й северокаролинский полк в темноте принял его за кавалерию северян, и его командир, майор Джон Бэрри, приказал открыть огонь. Джексон был ранен тремя пулями. Генерал Хилл организовал его эвакуацию в тыл и принял командование корпусом, но через некоторое время начался артиллерийский обстрел — федеральная батарея Беста приняла выстрелы за начало новой атаки. Хилл был ранен картечью, сам Джексон едва не погиб. Хилл передал свою дивизию Генри Хету и велел вызвать Джеба Стюарта, чтобы тот принял командование корпусом. В его отсутствие Хилл счёл невозможным продолжение наступления, и на этом атака Джексона завершилась
.

#### Ночная атака Сиклса

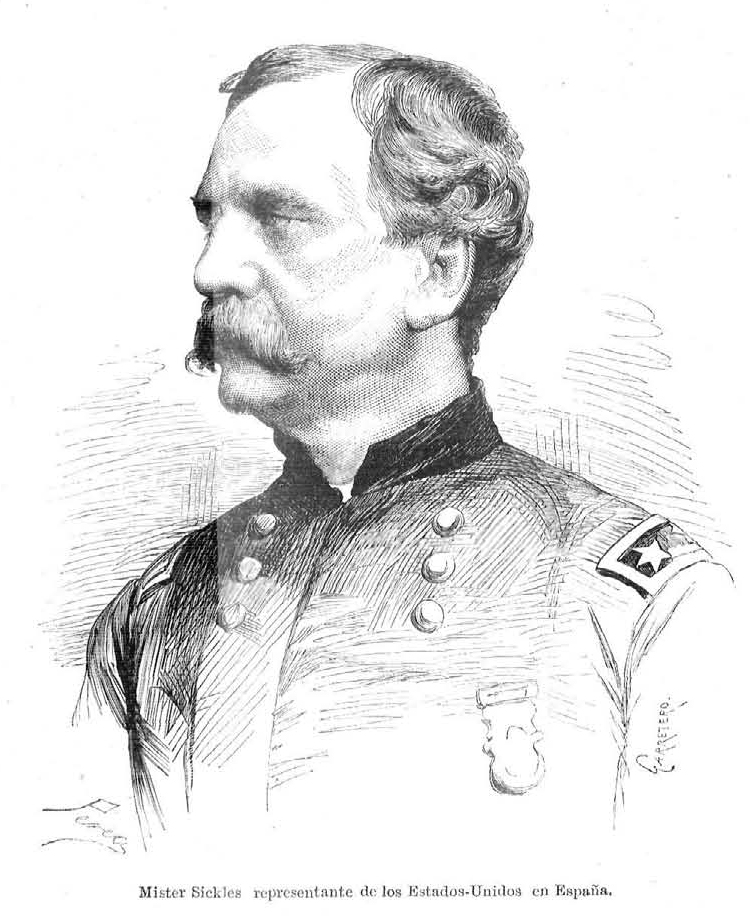
Генерал-майор Дэниель Сиклс

Корпус Дэниеля Сиклса вечером того дня участвовал в перестрелке у Кэтрин-Фернанс, и атакующая колонна Джексона оказалась фактически у него в тылу. Сиклс решил провести ночную атаку, опасаясь быть отрезанным от основной армии и предполагая, что его поддержат дивизии Альфеуса Уильямса и Хайрема Берри. План Сиклса был прост: он решил наступать от Хейзел-Гроув строго на север, по той самой дороге, по которой шёл ранее 8-й пенсильванский кавалерийский полк. Сиклс не очень представлял, что находится перед его фронтом, и не послал вперед стрелковую цепь.
В первой линии атаки шла дивизия Дэвида Бирни с бригадой Хобарта Уорда в авангарде. Пехота наступала в лунном свете, колоннами, параллельно дороге, но быстро начала терять направление, а когда раздалась стрельба, начался хаос. «По нам стреляли со всех сторон, — вспоминал полковник Режи де Тробрианд, — с фронта, справа, слева и едва ли не сзади…» В полках началась паника, которой поддался даже генерал Уорд. Часть дивизии Бирни уклонилась вправо и наткнулась на дивизию Альфеуса Уильямса: 3-й мичиганский полк атаковал и захватил батарею, которая оказалась батареей XII корпуса. В неразберихе 3-й висконсинский и 13-й Нью-Джерсийский полки бригады Ружера открыли огонь друг по другу. Позже бригада Кнайпа доложила, что отбила две атаки противника, а генерал Берри доложил, что отбил одну, но так как северокаролинцы Лэйна не предпринимали атак, то велика вероятность, что Кнайп и Берри воевали со своими же частями. «Так как я не был уве́домлен, что наши части ночью предпримут атаку, — писал потом Слокам, — то при звуках боя я решил, что противник атакует дивизию Уильямса и открыл по ним артиллерийский огонь. Генерал Уильямс так же стрелял по линиям перед своим фронтом. Я не знаю, какой урон мы нанесли своим частям, но боюсь, что потери могли быть очень велики».
Сиклс потом доложил, что отбил часть позиции XI корпуса, но это ничем не подтверждается. Точные потери дивизии Бирни в том бою неизвестны. Сиклс в итоге отозвал дивизию назад на Хейзел-Гроув, не добившись своей атакой никакого результата.

### 3 мая

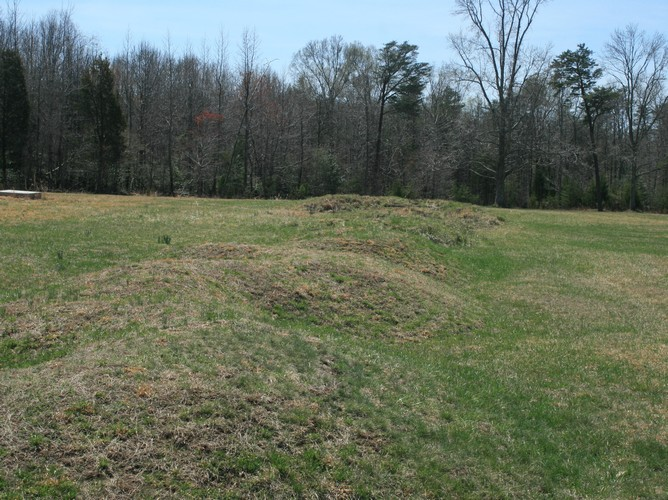
Остатки траншей дивизии Уильямса на высоте Фэрвью в наше время (2015)

Поздним вечером и ночью федеральные полки на высоте Фэрвью строили новые укрепления, обращённые фронтом на запад, поперёк Пленк-Роуд. К югу от Пленк-Роуд протянулась линия укреплений XII корпуса, а к северу — линии III корпуса (дивизии Берри). До трёх часов ночи федералы валили деревья перед своим фронтом и возводили баррикады. Альфеус Уильямс потом вспоминал, что его люди были надёжно укрыты за брёвнами. «Эти сооружения спасли мне сотни жизней», — писал потом генерал Уильямс.
Утром 3 мая генерал Хукер решил придерживаться своей прежней стратегии: вести оборонительное сражение. События развивались относительно неплохо: он всё ещё находился на выбранной позиции, она была укреплена, и всё говорило о том, что противник будет его атаковать. Кроме того, корпус Седжвика фактически находился в тылу армии противника и мог решительной атакой разгромить армию Ли по частям. Таким образом, Хукер собирался держать оборону и ждать Седжвика. Приказ Седжвику на выдвижение был отдан ещё вечером, но Седжвик изучил положение перед его фронтом и ответил, что он не сможет выйти к Чанселорсвиллу в указанные приказом сроки.
Эта новость пришла в штаб Хукера до рассвета. Понимая, что Седжвик задерживается, Хукер решил сократить свою линию обороны и вывести корпус Сиклса с опасной позиции на высоте Хейзел-Гроув — этот ход считается одной из его крупных ошибок. Внятного объяснения этому решению Хукер впоследствии не сделал.
Северовирджинская армия утром 3 мая всё ещё была разделена надвое: дивизии Андерсона и Маклоуза стояли к востоку от Чанселорсвилла, а корпус Джексона (под командованием Стюарта) — к западу. В первой линии корпуса стояла лёгкая дивизия Хилла (под командованием Генри Хета), за ней — дивизия Колстона, и в третьей линии — дивизия Роудса. Генерал Ли велел Стюарту атаковать в основном правым флангом, что помогло бы соединиться двум частям армии. Ли уже знал, что перед его фронтом находится почти вся федеральная армия, и предполагал, что ему придётся отступать, но для этого армия сначала должна была объединиться, а для этого необходимо было атаковать. В своем приказе, написанном в 03:00, Ли писал:

3 мая 1863 — 03:00

Генерал:

Необходимо, чтобы достигнутые успехи были использованы как можно энергичнее, и чтобы у противника не было времени на реорганизацию. Соответственно, надо как можно скорее надавить на него, чтобы мы смогли объединить два крыла армии.

Соответственно, приложите усилия к тому, чтобы выбить его из Чанселорсвилла, что позволит объединить армию.

Я лично постараюсь прибыть к вам, как только закончу все приготовления со своей стороны, но пусть ничто не задержит выполнение плана по оттеснению противника с его позиций.

Я дам распоряжения, чтобы на рассвете с этой стороны приложили все усилия к тому, чтобы помочь вам.
Оригинальный текст (англ.)– May 3, 1863 — 3 a. m. 

General:

It is necessary that the glorious victory thus far achieved be prosecuted with the utmost vigor, and the enemy given no time to rally. As soon, therefore, as it is possible, they must be pressed, so that we may unite the two wings of the army.

Endeavor, therefore, to dispossess them of Chancellorsville, which will permit the union of the whole army.

I shall myself proceed to join you as soon as I can make arrangements on this side, but let nothing delay the completion of the plan of driving the enemy from his rear and from his positions.

I shall give orders that every effort be made on this side at daybreak to aid in the junction.

— Fate Intervenes at Lee's High Noon (Douglas Southall Freeman)
Этот приказ оказался Стюарту не вполне понятен, поэтому он запросил уточнений. Через полчаса Ли повторил, что Стюарт должен атаковать с тем, чтобы его правое крыло в итоге соединилось с дивизиями Ли.
Примерно в то же время Стюарт послал майора Пендлтона в Уайлдернесс-Таверн, где находился раненый Джексон, чтобы рассказать тому о положении корпуса и запросить его пожеланий. В 03:30 Пендлтон встретился с Джексоном, у которого уже была ампутирована рука. Тот выслушал его, задал пару вопросов, затем задумался на некоторое время и с грустью сказал: «Я не знаю. Я не могу сказать. Передайте генералу Стюарту, чтобы сам решил, как действовать наилучшим образом».

#### Атака лёгкой дивизии Хилла

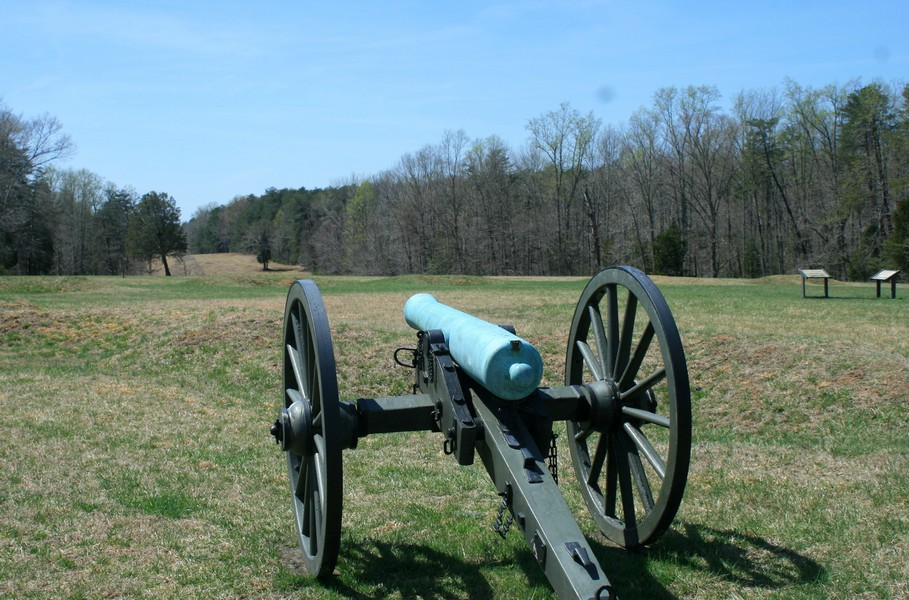
Орудие на высоте Фэрвью, нацеленное на высоту Хейзел-Гроув (2015)

Дивизия Хилла начала наступление на рассвете. Ей предстояло атаковать позиции противника на высоте Фэрвью и правее, на высоте Хейзел-Гроув. Фронт атаки растянулся почти на полтора километра. Как раз в это время генерал Сиклс вывел с Хейзел-Гроув дивизии Бирни и Уиппла, оставив шесть пенсильванских полков бригады Чарльза Грэма. Крайней правой бригадой конфедератов, нацеленной на Хейзел-Гроув была бригада Джеймса Арчера: 1-й, 7-й, 11-й Теннессийские полки, 13-й Алабамский полк и 5-й Алабамский батальон. Бригада Грэма сразу оказалась обойдена с фланга и начала отступать. Люди Арчера преследовали противника, пока не наткнулись на укрепленную линию дивизии Уильямса — и здесь им пришлось остановиться. Было 06:45, и высота Хейзел-Гроув была взята.
Левее бригады Арчера наступала южнокаролинская бригада Самуэля Макгоуэна (бывшая бригада Макси Грегга), которая пошла не на юг, как Арчер, а на восток, где атаковала 37-й Нью-Йоркский пехотный полк, находившийся в маршевой колонне. Полк сразу обратился в бегство, потеряв 222 человека. Но на этом успехи Макгоуэна закончились: теперь его бригада столкнулась с бригадой Томаса Ружера, который поставил в первой линии три полка: 27-й Индианский, 2-й Массачусетский и 3-й Висконсинский. Ожесточённая перестрелка длилась полчаса, после чего южнокаролинцы отступили, и Макгоуэн пытался навести порядок в их рядах, но был ранен. Полковник Оливер Эдвардс принял командование, но был тут же убит.
Бригада Джеймса Лэйна наступала прямо по линии Пленк-Роуд, где она оттеснила 123-й Нью-Йоркский и 3-й Мэрилендский полки и заставила отойти батарею Джастина Димика, при этом был убит сам Димик. Левее Лэйна наступала бригада Дурси Пендера, которая атаковала дивизию Хайрема Берри. Сам генерал-майор Берри при этом был ранен (предположительно, пулей снайпера) и вскоре умер. Прорвавшись через линию Берри, северокаролинцы напали на вторую линию — бригаду Уильяма Хайса. 13-й Северокаролинский полк ударил бригаду во фланг и сумел взять в плен самого генерала Хайса со всем штабом. Ещё левее Пендера наступала джорджианская бригада Эдварда Томаса, которая втянулась в ожесточённую перестрелку в густом лесу. Положение Томаса облегчилось тем, что одна из бригад перед его фронтом стала уходить в тыл. Это была бригада Джозефа Ревера из дивизии Берри. Ревер решил, что после гибели Берри он остался старшим офицером в дивизии и отправил бригаду в тыл на переформирование по своему личному решению.
В итоге к 07:30 сражение уже шло по всей линии Лёгкой дивизии. Особо опасным для Потомакской армии было наступление бригады Томаса, который имел все шансы прорваться к Чанселорсвиллу. Хукер приказал ввести в бой дивизию Уильяма Френча — она снялась с восточного направления и ускоренным шагом отправилась по Пленк-Роуд на западное, с бригадой Самуэля Кэрролла в авангарде. Бригада Томаса к тому времени почти растратила боеприпасы, и как раз в этот момент её атаковали передовые полки Кэрролла: 14-й Индианский, 4-й Огайский и 7-й Западновирджинский. Мощная атака дивизии Френча заставила лёгкую дивизию отступить практически на исходные позиции.

#### Атака дивизии Колстона
После отступления Лёгкой дивизии генерал Стюарт решил ввести в бой дивизию Колстона, но с этой дивизией возникли некоторые проблемы. Сам генерал Релей Колстон был неопытным генералом, и среди его бригадных командиров не хватало опытных офицеров. Бригадой Уоррена после ранения последнего командовал полковник Титус Уильямс, бригадой раненого Николса командовал полковник Джессе Уильямс, генерал Джон Джонс сдал командование полковнику Томасу Гарнетту, и в итоге только бригада Каменной Стены действовала под командованием опытного Френка Пакстона. Но и эти офицеры постепенно выбывали в ходе боя, и их место занимали младшие офицеры.
Френк Пакстон и Томас Гарнетт были убиты в самом начале атаки. Бригада Каменной Стены сумела захватить часть укреплений, но её потери были огромны: было потеряно 493 человека, а оставшихся едва хватало на один полк. Это были самые крупные потери в истории бригады. Дивизии Колстона так и не удалось добиться ощутимого результата, и она отступила на исходные позиции. Было 08:30, и ситуация складывалась в пользу федералов. Френч отбил наступление к северу от Пленк-Роуд, а части XII корпуса (в основном бригада Ружера) остановила наступление к югу от дороги. «Крупные силы противника у нас перед фронтом и правым флангом, — телеграфировал квартирмейстер Потомакской армии с штаб в Фалмуте, — но к настоящему моменту мы отбили его на всех направлениях. Резня была ужасающая». «Мы гоним врага, — телеграфировал Хукер Баттерфилду, — и теперь ждём только его (Седжвика), чтоб довершить все дело».

#### Артиллерийская дуэль

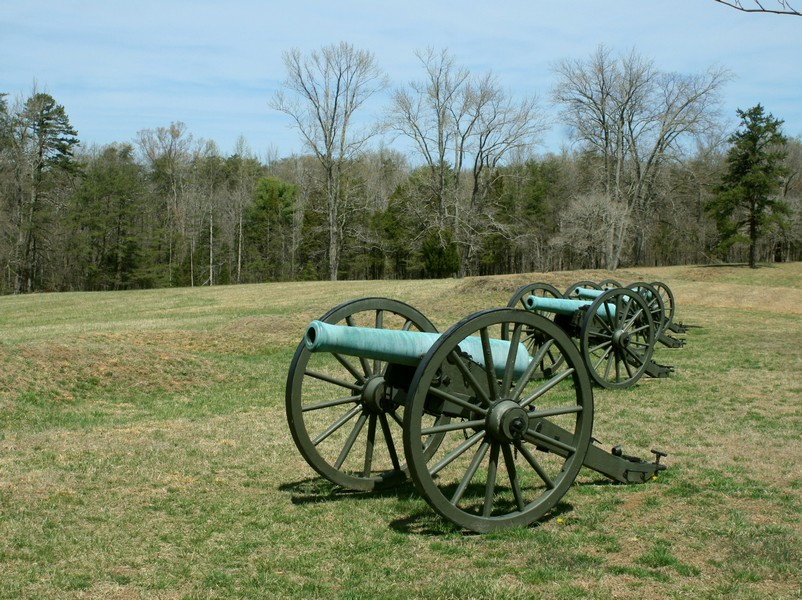
Мемориальные орудия на высоте Фэрвью (2015)

Между тем, когда бригада Арчера захватила высоту Хейзел-Гроув, Стюарт велел Эдварду Александеру перебросить туда орудия, что было сделано очень быстро. Первыми на высоте появились 12 орудий Греншоу, Макгро и Дэвидсона, затем шесть орудий батареи Пажа, затем ещё три батареи, и в итоге 28 орудий открыли анфиладный огонь по федеральным линиям. Ещё 14 орудий Александер развернул на Пленк-Роуд. Федералы также подтягивали орудия на высоту Фэрвью, и их было уже 44, но им приходилось вести огонь чрез голову своей пехоты. Однако главной проблемой федеральной артиллерии историк Стивен Сирс считает отсутствие шефа артиллерии, Генри Ханта, который наверняка смог бы концентрированным огнём подавить батареи противника точно так, как он сделал это при Малверн-Хилл. Но Хукер отправил Ханта в тыл, и у федеральной артиллерии начались проблемы с управляемостью.
Вскоре начались проблемы с боеприпасами. Батареи на передовых позициях надо было заменить батареями из резерва, которых было достаточно. Однако не было офицера, уполномоченного произвести такую ротацию. По этой причине отступила Нью-Джерсийская батарея Симмса (6 орудий), которую не смогли заменить. Вскоре и у остальных батарей остались в запасе только картечные заряды. Между тем южане усиливали свою артиллерию на Хейзел-Гроув: там уже были развёрнуты 50 орудий. По мере расходования боеприпасов батареи быстро заменялись на свежие. Именно артиллерии Юга, писал Стивен Сирс, удалось в итоге изменить положение на поле боя в свою пользу.
...Для артиллеристов Северовирджинской армии на Хейзел-Гроув наступил час их славы. У них были лучше орудия, лучше боеприпасы и лучше организация. Офицеры и рядовые... наконец-то сражались на равных с противником, который всегда прежде превосходил их оружием и боеприпасами. Уильям Пеграм ликовал, и огни сражения отражались в его очках. «Славный день, полковник! — сказал он Александеру, — славный день!»

#### Атака дивизии Роудса
Бригады XII корпуса сумели отбить атаки двух дивизий противника, но этот успех достался им так же дорогой ценой. Только бригада Ружера в эти часы потеряла 614 человек. Боеприпасы были на исходе и генерал Уильямс отвёл свои полки в тыл. Отступать по открытой местности под артиллерийским обстрелом было ещё труднее, чем стоять на позиции, вспоминал потом Уильямс. Место его дивизии заняли части корпуса Сиклса.
Между тем Стюарт бросил в бой свой последний резерв — дивизию Роберта Роудса. Бригады Иверсона и О’Нила наступали севернее Пленк-Роуд, а бригады Долса и Стивена Рамсера — южнее. Сам Стюарт находился при дивизии, и считается, что именно здесь в свою любимую песню «Вступай в кавалерию» он добавил новый куплет: «Old Joe Hooker, won’t you get out of the Wilderness!».
Бригаде Рамсера пришлось атаковать те самые укрепления, которые до этого не смогла взять вирджинская бригада Джонса и который теперь удерживала бригада Грэма. «Надо было выбить противника из сильных укреплений, которые они построили из поваленных древесных стволов, — вспоминал капитан Уильям Калдер из 2-го Северокаролинского, — бригада Джонса пыталась сделать это, но была отбита. Затем на штурм пошла бригада Каменной Стены, но и она отступила. Теперь настала наша очередь…» Рамсер хотел, чтобы бригада Джонса поддержала атаку, но вирджинцы категорически отказались. Тогда Рамсер приказал наступать прямо через порядки вирджинской бригады. Полковник Брайан Граймс вспоминал, что они шли прямо по телам, и он лично наступил прямо на голову какого-то офицера. Бригада пошла в атаку ускоренным шагом и, когда она сблизилась с противником, федеральная артиллерия прекратила огонь, чтобы не попасть по своим. Северокаролинцы сумели ворваться в укрепления бригады Грэма, а справа их фланг прикрыла бригада Каменной Стены. «Тройное ура бригаде Рамсера!» — крикнул Джеб Стюарт.

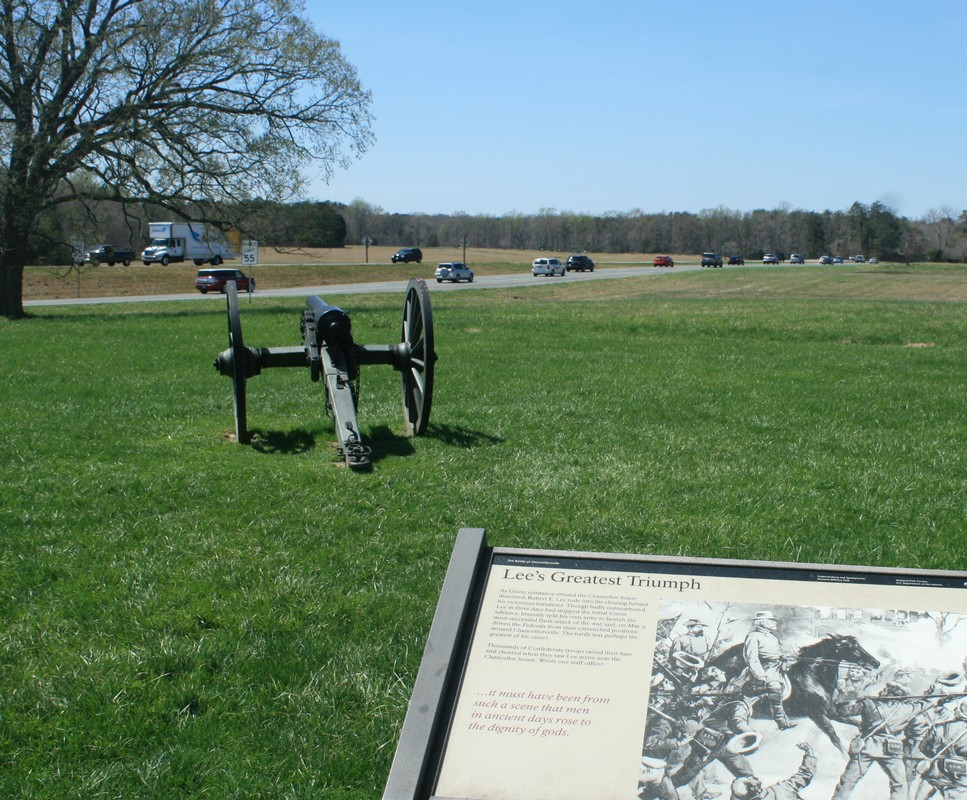
Вид на высоту Фэрвью от дома Чанселлора

Потери бригады Рамсера были очень высоки: 2-й Северокаролинский потерял 259 человек, 4-й Северокаролинский потерял знамя и 260 человек из 327-ми, всего же бригада потеряла 788 человек из 1 509, нанеся противнику урон в 756 человек, но их атака решила исход боя. «Железное кольцо армии Хукера было непоправимо разорвано», — писал Стивен Сирс. Федеральная артиллерия, оказавшись опасно близко от наступающей пехоты, стала отходить к дому Чанселлора. Генерал Сиклс хладнокровно курил сигару, но он понимал, что положение критическое, и отправил в штаб майора Генри Тремейна с просьбой подкреплений — но не получил их. Между тем наступление Рамсера открыло брешь в позиции федеральных войск, и бригада Долса через эту брешь атаковала фланг и тыл дивизии Джона Гири. Дивизионная артиллерия отбила эту атаку, но с фронта на дивизию Гири пошла в атаку дивизия Ричарда Андерсона. Гири в отчаянии спросил генерала Кауча, что ему делать, но Кауч ответил, что не знает. В итоге Гири сорвал голос и был вынужден сдать командование Джорджу Грину. Наконец, Слокам дал приказ на отступление и дивизия стала отходить к дому Чанселлора, попав по пути под обстрел бригады Долса.

#### Ранение Хукера

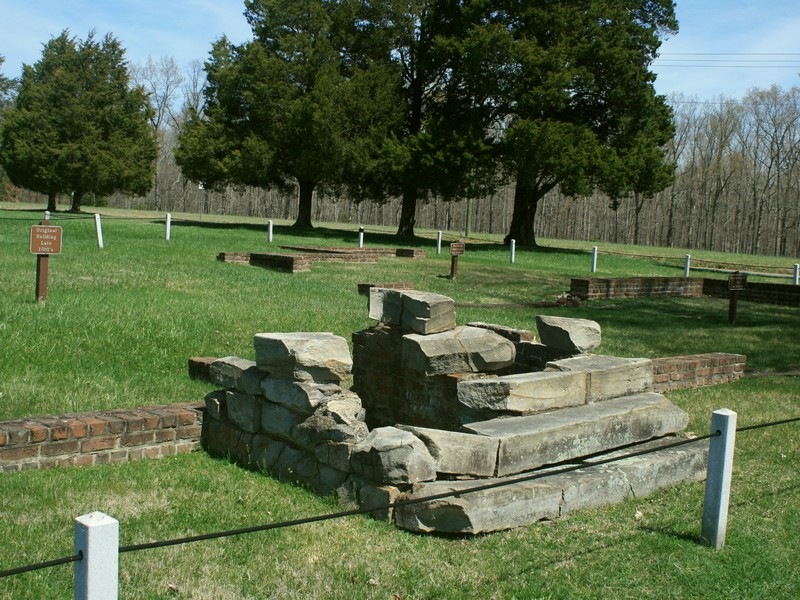
Остатки террасы дома Чанселлора (2015)

Артиллеристы Эдварда Александера уже знали от пленных, что штаб Потомакской армии находится в доме Чанселлора, и начали пристреливаться к этому месту. Когда майор Тремейн из штаба Сиклса прибыл к Хукеру, чтобы передать просьбу Сиклса о подкреплениях, Хукер как раз находится на деревянной террасе дома. На глазах Тремейна ядро попало в одну из деревянных колонн, раскололо её вдоль и Хукер получил удар одновременно по всему телу. Он упал на пол без сознания. По армии распространился слух, что Хукер убит.
Хукер пролежал без сознания около получаса, примерно с 09:00 до 09:30, — как раз в то время, когда Сиклс и Гири просили помощи. В отсутствие Баттерфилда функции начальника штаба выполнял Джеймс Ван Аллен, который был недавно назначен в штаб и оказался не готов к такого рода событиям. Он вызвал Дариуса Кауча, который был старшим после Хукера офицером армии, но в момент его прибытия Хукер уже пришёл в себя. Хукер казался вполне здоров и даже решил сесть на лошадь, чтобы армия убедилась, что он жив, но внезапно ощутил слабость настолько сильную, что главный медик Леттерман дал ему бренди в качестве стимулятора. «Удар колонны как будто лишил его всех чувств, — вспоминал штабной офицер Уильям Кандлер, — остаток дня его шатало, и мысли не приходили в его голову». Эбнер Даблдей также писал, что сознание Хукера помутилось.

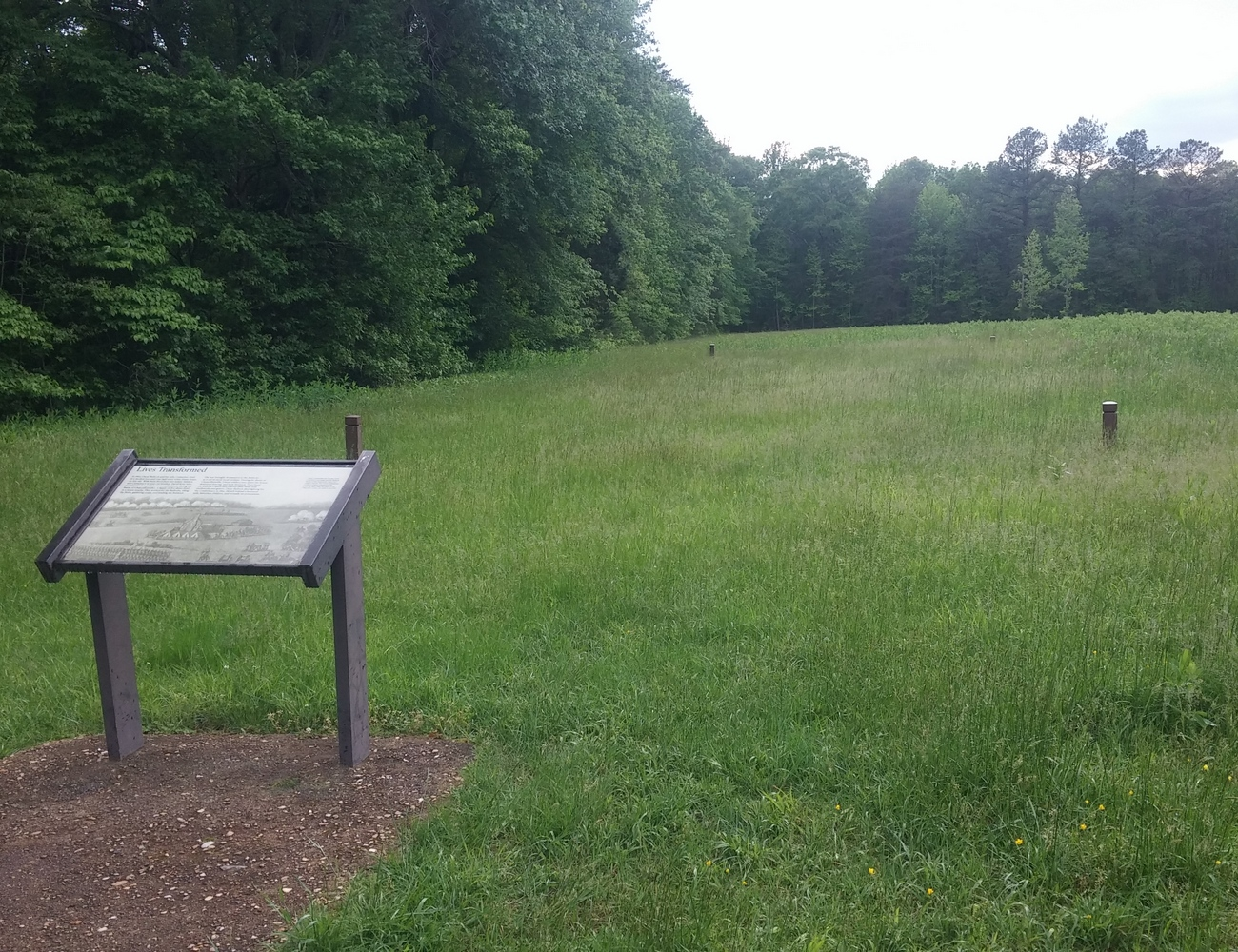
Место дома Баллока в наше время (2015)

Хукера отправили в тыл, к дому Баллока. Леттерман предположил, что эффект от удара может продлиться несколько часов, и в итоге Ван Аллен не мог решить, передавать или не передавать командование Каучу. В итоге Хукер сам вызвал Кауча, но это случилось только в 10:00, и таким образом, в самый критический момент сражения — с 09:00 до 10:00 — армия оставалась без главнокомандующего.
Вызвав Кауча в свою палатку у дома Баллока, Хукер сдал ему командование, но только с тем, чтобы Кауч отвёл армию на оборонительную позицию. В это время генерал Мид стремился вступить в бой и двинуть вперёд свой корпус, для чего даже провёл рекогносцировку местности, однако санкции командования на это не получил. Стивен Сирс предположил, что Хукер боялся бросать в бой свой последний резервный корпус или же в результате травмы не мог адекватно соображать.

#### Отступление Хукера
Оборона федеральной армии на высоте Фэрвью начала рушиться в 09:45. Их части отступали на всем участке к югу от Пленк-Роуд. Генерал Ли в 10:00 явился на Хейзел-Гроув, где нашёл бригаду Арчера и велел ей присоединиться к атаке. Так же он велел генералу Ричарду Андерсону двинуть на штурм Чанселорсвиллского плато свою дивизию. Андерсон сразу задействовал свои свежие бригады — миссисипцев Посей, джорджианцев Райта и флоридцев Перри. Генерал Александер свернул свои батареи на Хейзел-Гроув и передвинул их вперёд на Чанселорсвиллское плато. Он развернул 26 орудий всего в 750 метрах от дома Чанселлора. «Мы развернулись на плато и открыли огонь по бегущим, по пехоте и артиллерии, по повозкам — по всему, что скопилось у дома Чанселлора, и по дороге, ведущей к реке». У федеральной армии имелись большие артиллерийские резервы (246 стволов), но полковник Морган (шеф артиллерии II корпуса) потом утверждал, что это не могло помочь: «Думаю, что позицию у дома Чанселлора было бы невозможно удержать любым количеством орудий. Позиции противника были несравненно лучше и наши батареи были под огнём с фронта, фланга и тыла».
Дом Чанселлора с 1 мая являлся госпиталем и имел госпитальный флаг, но снаряды неизбежно задевали его и вскоре дом был охвачен пламенем. Раненых всё же удалось вывезти.
Отступающие части прикрывала дивизия Хэнкока из II корпуса, которая оказалась под обстрелом со всех сторон — с запада, с юга и с востока. Для артиллерийской поддержки ему удалось собрать остатки восьми батарей из четырёх различных корпусов. Они подходили и уходили, так что одновременно вели огонь около 16 орудий. Общего управления артиллерией не было. Последней подошли к дому Чанселлора 5 «Наполеонов» 5-я Мэнской батареи капитана Джорджа Леппьена, которые сразу же попали под мощный обстрел. Леппьен скоро был ранен в ногу, от чего впоследствии скончался. Дариус Кауч отправил ему на замену лейтенанта Эдмунда Кирби, который вскоре так же был ранен. Вскоре только капрал Джеймс Леброк и рядовой Джон Чейз остались при орудиях и сумели отвести их в тыл. В 1888 году Чейз получил Медаль Почёта за спасение орудий. Когда все отступающая пехота ушла с чанселорсвиллского поля, Хэнкок так же отвёл свою бригаду, забрав уцелевшие батареи. Южане продолжали обстреливать их из орудий, но пехота не преследовала Хэнкока. В ходе отступления два полка — 27-й коннектикутский и 145-й пенсильванский — были отрезаны от основных сил и сдались в плен — всего 350 человек.
Было около полудня. Генерал Ли покинул Хейзел-Гроув и по Пленк-Роуд выехал на чанселорсвиллское плато. Бригады стояли фронтом вдоль дороги и он ехал мимо под их оглушительные приветствия. «Длинный, непрерывающийся крик приветствия, где слабый голос бессильно лежащих на земле смешивался с громкими голосами тех, кто ещё продолжал сражаться, сопровождал победоносного командира», — вспоминал потом Чарльз Маршалл. «Это был поистине момент его триумфа, — писал Стивен Сирс, — без сомнений, это был величайший момент, который он пережил в своей военной карьере. Всего сорок часов назад он решился на рискованный план фланговой атаки. Теперь победа Джексона была закреплена и за это утро его армия объединилась, а враг был выбит с сильных укрепленных позиций».

#### Итоги дня
Победа досталась Северовирджинской армии дорогой ценой. Никогда ещё эта армия не теряла столько людей за столь короткое время. Утром 3 мая армия потеряла 8 962 человека убитыми, ранеными и пропавшими без вести. В прошлых сражениях только при Энтитеме потери были выше — 10 318 человек, но тогда сражение длилось 12 часов, а 3 мая — только пять. Армия никогда не видела такого ожесточённого боя и не увидит никогда после. Четыре пятых всех потерь пришлись на корпус Стюарта. Дивизии Хилла и Роудса потеряли 24 % своего состава, дивизия Колстона — 29 %. Выбыло из строя 7 бригадных генералов, из них погибло трое — Эдвардс, Пакстон и Гарнетт. Из всех полковых командиров армии выбыло из строя 40, из них 12 погибло. 55-й вирджинский полк сменил 5 командиров, 5-й северокаролинский, 5-й алабамский и 7-й северокаролинский сменили четырёх. Потери Потомакской армии были так же удивительно высоки, если учесть, что они сражались на укреплённой позиции. Выбыло из строя 8 623 человека. Погиб генерал-майор Хайрем Берри, ранены Мотт и Росс, попал в плен Хайс. 32 полковых командира выбыло из строя, из них 8 были убиты. Обе армии потеряли 17 585 человек — меньше, чем при Фредериксберге и Энтитеме, но всего за 5 часов.

### Второе сражение при Фредериксберге

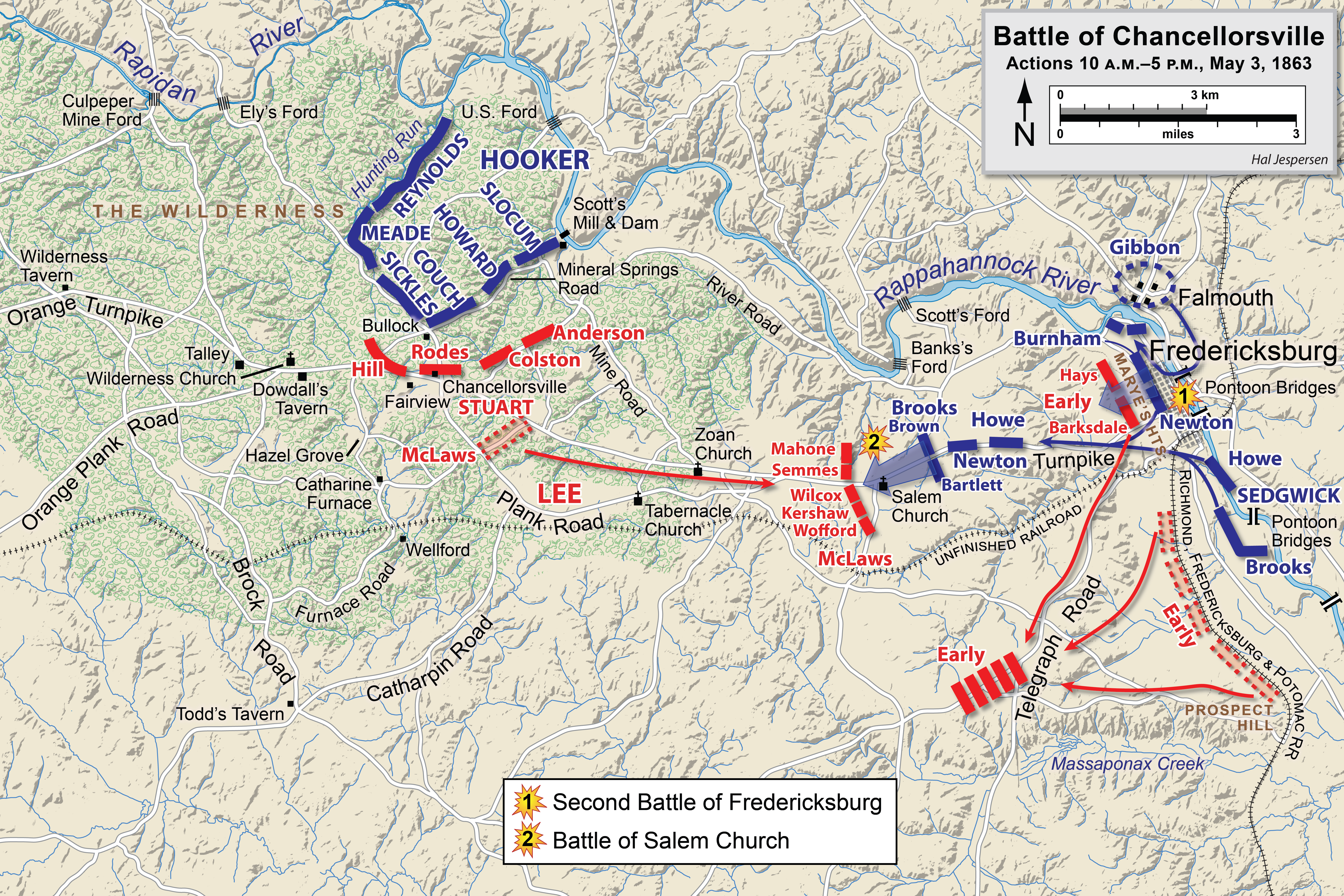
Чанселорсвилл, 3 мая 10:00 — 17:00

В полдень 3 мая Хукер отвёл Потомакскую армию на новую оборонительную позицию, и теперь на этой позиции стояло 50 000 человек при непосредственной поддержке 106 орудий и 48 орудий у дома Балока на вероятном участке атаки. Артиллерийский резерв насчитывал 140 орудий и, что важно, теперь артиллерия находилась под общим управлением полковника Чарльза Уэйнрайта. Генерал Ли решил, что противник отступает к переправам и отправил президенту Дэвису сообщение о победе. Он был готов начать преследование, которое, по мнению Сирса, неизбежно закончилось бы катастрофой для его армии, однако, в 12:30 пришло сообщение от генерала Эрли о том, что федеральный VI корпус взял штурмом высоты Мари у Фредериксберга и теперь движется в тыл Северовирджинской армии.
Ли принял решение выделить часть сил для отражения Седжвика, а затем продолжить атаки на Хукера. Он поручил дивизии Маклоуза, которая ещё не была всерьёз задействована в боях, отправиться на перехват Седжвика вместе с бригадой Махоуна. Ли сам приехал к Маклоузу и лично, во избежание недоразумений, дал ему инструкции. После ухода дивизии Маклоуза у Ли осталось под Чанселорсвиллом всего 36 000 человек и важно было, чтобы Хукер оставался на позиции и не предпринимал контратак. Примерно в 15:00 Ли вызвал генерала Колстона и велел ему провести осторожную демонстрацию на фронте Хукера, не втягиваясь, однако, в серьёзное сражение. Колстон двинул свою дивизию на позиции федералов, однако попал под такой мощный обстрел артиллерии — под руководством Уэйнрайта — что потерял 50 человек за две минуты обстрела и вынужден был отступить.
Около пяти часов вечера дивизия Маклоуза вела бои с частями Седжвика, известные как сражение при Салем-Чёч. Боевые действия прекратились вместе с темнотой. Вечером пришло сообщение от генерала Эрли, который отбил обратно высоты Мари и перерезал коммуникации корпуса Седжвика. На этом закончился один из самых насыщенных дней в жизни генерала Ли. День, в который «уложились бы события целой жизни», как писал Дуглас Фриман.
Генерал Хукер в тот день ещё переживал последствия травмы, находясь попеременно то в состоянии сонливости, то в состоянии нервозности. В 13:30 он написал рапорт президенту — первый с начала кампании. Он написал, что не теряет надежды на успех и ждёт только подхода корпуса Седжвика. Поздно вечером прибыл из Фредериксберга Говернор Уоррен с известиями о положении корпуса Седжвика. Хукер снова находился в сонном состоянии, выглядел утомлённым и без особого интереса выслушал новости от Седжвика, который передавал, что сделал всё, что мог и едва ли сможет продвинуться дальше. Хукер не стал давать никаких инструкций для Седжвика и порекомендовал ему действовать по своему усмотрению. Он так же сказал, что надеется, что Ли атакует его на следующий день. Чтобы как-то помочь Седжвику, Уоррен сам написал для него распоряжение. Генерал Хукер, писал Уоррен, надеется, что противник начнёт наступление утром, и желательно чтобы Седжвик атаковал только одновременно с основной армией. Этот невнятный приказ Седжвик понял так, что должен наступать только тогда, когда начнётся наступление Хукера. Сам Уоррен впоследствии объяснял невнятность приказа своей усталостью в тот вечер.

### 4—6 мая

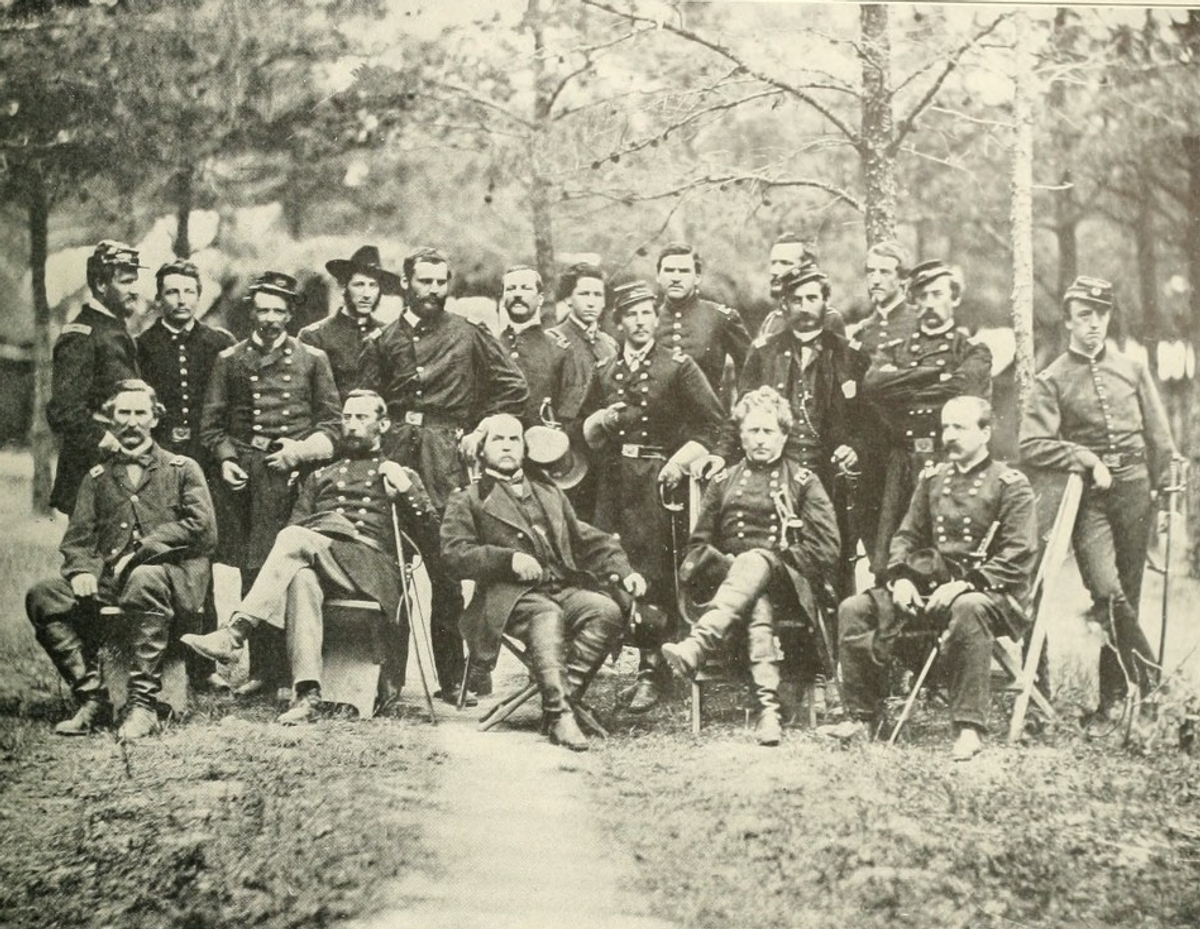
Генерал Хукер и его штаб, 1863 год

Утром 4 мая Хукер решил простоять в обороне ещё один день. Он предполагал, что южане его атакуют, но если этого не произойдёт, он предполагал начать наступление с утра 5 мая. Фронтальная атака укреплений противника у Чанселорсвилла казалась ему рискованной, поэтому он задумал сложный манёвр: часть сил должна была отойти за Рапаханок, выйти к броду Бэнкс-Форд, перейти на южный берег реки у позиций Седжвика и таким образом ударить по армии Ли с фланга. Важно было, чтобы генерал Седжвик продержался у Бэнкс-Форд до середины дня 5 мая, и Хукер послал ему ряд инструкций, однако недостаточно ясных — Хукер боялся излагать весь план из опасений перехвата писем.
Утро и день 4 мая прошли без событий и только вечером, в 17:30, шесть бригад Северовирджинской армии атаковали позиции VI корпуса. Началось сражение при Бэнкс-Форд. Хукер не решился идти ему на помощь ввиду наступающей темноты, и к ночи положение Седжвика стало критическим. Его части начали отход за Раппаханок. Это отступление сорвало все наступательные планы Хукера. Он начал думать об отступлении. По словам Стивена Сирса, Хукер утратил веру в свой план. Восемь дней он строго следовал этому плану: он вышел в тыл Ли, он занял оборонительную позицию, вынудил противника атаковать, но Стоунман и Седжвик подвели его и у плана не осталось перспектив. И заменить этот план было нечем.
Поздно вечером Хукер впервые за всю кампанию созвал военный совет. В полночь в его палатке у дома Баллока собрались Джордж Мид, Джон Рейнольдс, Оливер Ховард, Дэн Сиклс и Дариус Кауч. Были вызваны так же Баттерфилд и Уоррен. Слокам пришёл позже. Хукер обрисовал генералам положение армии и объяснил, что если начинать наступление, то наступать придётся колоннами по узким лесным дорогам против хорошо укреплённой позиции противника. У армии имеется две возможности, заключил Хукер, или наступать, или отойти за Раппаханок и свернуть кампанию. После этого он оставил генералов совещаться. Мид категорически высказался за атаку. Рейнольдс поддержал его. Ховард так же сказал, что его части хотят восстановить репутацию. Кауч сказал, что у него недостаточно данных для принятия решения. Дэн Сиклс осторожно высказался в пользу отступления. После этого вернулся Хукер и после короткой дискуссии голоса разделились в соотношении 3:2 в пользу наступления. Хукер, однако, заявил, что принимает на себя ответственность и приказывает отступать.
В это время пришло сообщение от Седжвика, написанное в 11:50, где Седжвик уведомлял штаб, что он отступает. Однако один из офицеров Седжвика посоветовал ему не брать на себя ответственности за отступление и тогда Седжвик отправил второе сообщение: «Я буду держать свою позицию». Седжвик полагал, что второе сообщение опередит первое, но вышло иначе. Баттерфилд получил первое сообщение и в 01:00 ответил: «Ваше сообщение получено. Отступайте». Когда пришло второе письмо, Хукер ответил: «Ваше сообщение, что вы будете держать позицию, получено. Отступление отменяется». Но это письмо пришло слишком поздно. В 02:00 Седжвик уведомил Баттерфилда, что отступает. Только через полчаса дошло второе письмо Хукера, на которое Седжвик ответил (в 02:30), что корпус уже переходит реку.
В ночь на 6 мая под прикрытием темноты и непогоды Хукер отвёл свои корпуса на северный берег реки Раппаханок. Пикеты южан не заметили этого отхода. Только утром, уже на рассвете, генерал Пендер лично сообщил Ли, что траншеи противника пусты. По свидетельству Александера, Ли был крайне рассержен этой новостью: «Как так, генерал Пендер? Вы дали этим людям уйти! Я сказал вам, что делать, но вы ничего не сделали!» Ли приказал начать преследование, но, хотя некоторые федеральные части ещё не перешли реку, артиллерия на северном берегу не позволила уничтожить их.

## Последствия
6 мая в 13:00 Дэниель Баттерфилд отправил президенту телеграмму с сообщением об отводе армии за Раппаханок. Ноа Брукс, журналист и личный друг Линкольна, зачитал ему эту телеграмму. Впоследствии он писал, что Линкольн стоял у стены с серыми обоями и побледневшее его лицо стало таким же серым, как эти обои. «За всё время, что я знал Линкольна, — вспоминал Брукс, — он никогда не выглядел таким надломленным, таким опустошённым, подобном привидению. Сложив руки за спиной, он ходил взад-вперёд по комнате, повторяя: „Боже мой, Боже мой, что скажет страна! Что скажет страна!“»
Но страна ничего не сказала: из-за строгих мер секретности и жесткой цензуры кампания закончилась ещё до того, как публика узнала о её начале. Информация просачивалась в газеты малыми дозами, постепенно, без шокирующего эффекта. В целом реакция была гораздо спокойнее, чем предполагало правительство. По мнению одного жителя Нью-Йорка, основной урон от сражения понесла репутация Хукера. «А ведь казалось, что это именно тот человек, которого мы ждали…».
В тот же день, 6 мая, Хукер издал «Генеральный приказ № 49», в котором поздравил армию с завершением семидневной операции. Он писал, что армия ушла на северный берег Раппаханока, не давая противнику генерального сражения, чем доказала, что может давать сражение или уклоняться от него по своему усмотрению. «Мы взяли 5 000 пленными, захватили и вывезли семь орудий, захватили 15 знамён, привели в состояние hors de combat 18 000 его отборных солдат, разрушили склады, полные товаров, разорвали его коммуникации, захватили пленных в укреплениях его столицы и наполнили его страну страхом и трепетом».
Хукер и впоследствии утверждал, что поражения как такового не было, поскольку он беспрепятственно отвёл армию за реку, и основная её часть даже не участвовала в бою. «Можно сказать, что сражения и не было, — сказал он впоследствии на следствии, — фактически, у меня было больше людей, чем я мог использовать, так что я решил не начинать генерального сражения, исходя из того, что мне негде разместить людей». Многие участники сражения действительно не считали себя разбитыми, но тем не менее доверие к Хукеру стало падать. «Потери наши в основном моральные», — писал Альфеус Уильямс; Джордж Мид назвал сражение «унизительным провалом», которое подорвало доверие к Хукеру. Дошло до того, что генералы Кауч и Слокам затеяли заговор с целью смещения Хукера и замены его на Мида (сам Мид уклонился от участия в заговоре), однако из этой затеи ничего не вышло. Тогда Кауч, старший по званию корпусной командир, написал заявление об увольнении и покинул армию.
Боевой дух Потомакской армии сильно упал после Чанселорсвилла, однако ситуация всё же была не столь удручающа, как после Фредериксберга. Массового дезертирства не было. Все реформы Хукера остались в силе, и в целом самочувствие армии в июне было всё же лучше, чем в январе.

### Потери
По подробной статистике Стивена Сирса, Потомакская армия потеряла 1 694 человека убитыми, 9 672 ранеными и 5 938 человек пропавшими без вести. Эти потери были лишь немногим меньше потерь в сражении при Энтитеме. Основные потери пришлись на III корпус Сиклса (4 124 чел.) и XI корпус Слокама (2 821 чел.). Рекордные дивизионные потери пришлись на дивизию Хайрема Берри (1189 чел.), а рекордные бригадные — на бригаду Грэма (562 чел.). XI корпус потерял 2 426 человек, но из них почти половину — пленными (994 чел.).
Итого, общие потери Потомакской армии по Сирсу — 17 304 человека, по Бигелоу — 17 287.
По статистике Сирса, Северовирджинская армия потеряла у Чанселорсвилла и Фредериксберга 1 724 человека убитыми, 9 233 ранеными и 2 503 пропавшими без вести, итого 13 460 (в сумме и под Чанселорсвиллом и на Фредериксбергском фронте). Основные потери пришлись на дивизии Хилла и Роудса, которые потеряли 3 030 (25 %) и 3 009 (29 %) человек соответственно. Самые крупные потери были в бригадах Лэйна (910 чел.), О’Нила (818 чел.) и Рамсера (789 чел.).
По статистике Бигелоу, потери Северовирджинской армии составили 12 831 человек.

### Оценки
Джеймс Лонгстрит считал, что стратегия Ли была ошибочной. Сражение само по себе он считал прекрасным и вполне успешным, если полагать, что сражения ведутся только ради славы. По мнению Лонгстрита, Ли мог подождать несколько дней и заставить Хукера атаковать себя на укреплённых позициях, и тогда результат мог быть даже лучше, чем в сражении при Фредериксберге и с более выгодными перспективами. Сам генерал Ли признавал, что результаты сражения разочаровали его даже больше, чем последствия Фредериксберга. «Наши потери велики, — писал он, — и снова мы не завоевали ни дюйма земли, и преследование противника не представляется возможным».
Впоследствии Стюарта иногда осуждали за тактику, которую он использовал 3 мая. Луи-Филипп писал, что Стюарт развернул дивизию на весь фронт, что в сочетании с лесистой местностью затрудняло дивизионным командирам управление бригадами. Бигелоу писал, что Стюарт должен был в первую очередь атаковать и занять Хейзел-Гроув, затем начать обстрел федеральных позиций и только потом бросать на штурм пехоту, и в итоге сражение было бы короче и стоило бы меньших потерь.
Критика Стюарта началась в первые же дни после сражения, и 9 мая он даже прислал генералу Ли письмо с извинениями, на что Ли ответил, что Стюарт не совершил ошибок и извиняться не должен. Бигелоу писал, что тактика Стюарта дала результаты только потому, что у Потомакской армии была проблема с управляемостью и боеприпасами. Впоследствии, при Геттисберге, та же тактика не дала результата.
Генерал Хукер объяснял пассивность своих действий неудобной местностью: он писал, что не мог наступать, бросая в бой армию по узким лесным дорогам и атакуя на узком фронте. По этому поводу Бигелоу заметил, что лес не мешал южанам маневрировать вне дорог и наступать, развернувшись в линии. Конфедераты перемещались по глуши во всех направлениях и в любых построениях. Они лучше знали лес, лучше знали местность, и у них были лучшие проводники. Они не переживали по поводу порванной одежды или царапин на лице.

### Проблема ответственности
Генералы Потомакской армии (особенно Слокам и Кауч) считали главной причиной неудачи самого Хукера, а Хукер в ответ объявил виноватыми генералов — в основном Ховарда и Седжвика. Он считал, что лично Ховард виноват в том, что его корпус попал под неожиданный удар и был разбит, потеряв важную позицию. Седжвика он обвинял в недостаточно активной демонстрации перед высотами Мари, в медлительности при штурме высот и в медлительности при марше к Салем-Черч. Хукер вполне мог обвинить и Дэна Сиклса, считал историк Эдвард Лонакр, однако он предпочитал не трогать своих сторонников.
Позже, получив дополнительные сведения, Хукер объявил причиной провала кампании неудачу рейда Стоунмана. Многими было признано, что именно отсутствие кавалерии позволило Джексону атаковать фланг Хукера и не позволило самому Хукеру узнать о слабости позиций противника 2—3 мая. Сам Джексон Каменная Стена за несколько дней до смерти сказал: «В целом это был неплохой замысел, сам план был прекрасен. Но он не должен был отсылать кавалерию — это была его величайшая ошибка». Стоунман сам понимал, что ему предъявят обвинения, поэтому сразу после рейда взял отпуск по болезни. Историк Гери Галлехер полагает, что причина была не в Стоунмане. По его мнению, у Хукера оставалась кое-какая кавалерия, но он и её не использовал для прикрытия фланга XI корпуса. Причиной провала Галлахер считает серию ошибок Хукера, а не отсутствие кавалерии.
В 1910 году Джон Бигелоу в своей книге «The Campaign of Chancellorsville» впервые привёл мнение, которое Стивен Сирс потом назвал самым разрушительным для репутации Хукера. Согласно Бигелоу, несколько месяцев спустя генерал Даблдей спросил Хукера, что же такое случилось с ним при Чанселорсвилле, был ли он пьян или ранен? На это Хукер ответил, что он не был пьян или ранен, а просто «я потерял веру в Хукера». Этот тезис потом широко распространился в литературе. Однако Стивен Сирс считает этот диалог вымыслом. Сам Даблдей нигде не упоминает этого диалога и фактически у него не было возможности вести подобный диалог в июне 1863 года.
Стивен Сирс пишет, что Хукер, конечно же, допустил множество ошибок: неграмотно распорядился кавалерией, не вовремя сдал Хейзел-Гроув, плохо организовал артиллерию и слишком долго стоял в обороне, но эти ошибки ещё не объясняют поражения. Он считает верным мнение Уоррена, который писал, что главная слабость Потомакской армии была в некомпетентности корпусных командиров, которые не знали, как командовать своими частями. Ни в одном другом сражении войны федерального главнокомандующего не подводили так его подчинённые. Но и сам Хукер слишком верил в себя и свою компетентность, не допуская, что кто-то может понимать ситуацию лучше. «Он не слушал никого вокруг себя, — писал Мид, — и это, я думаю, была его фатальная ошибка».

### Проблемы связи

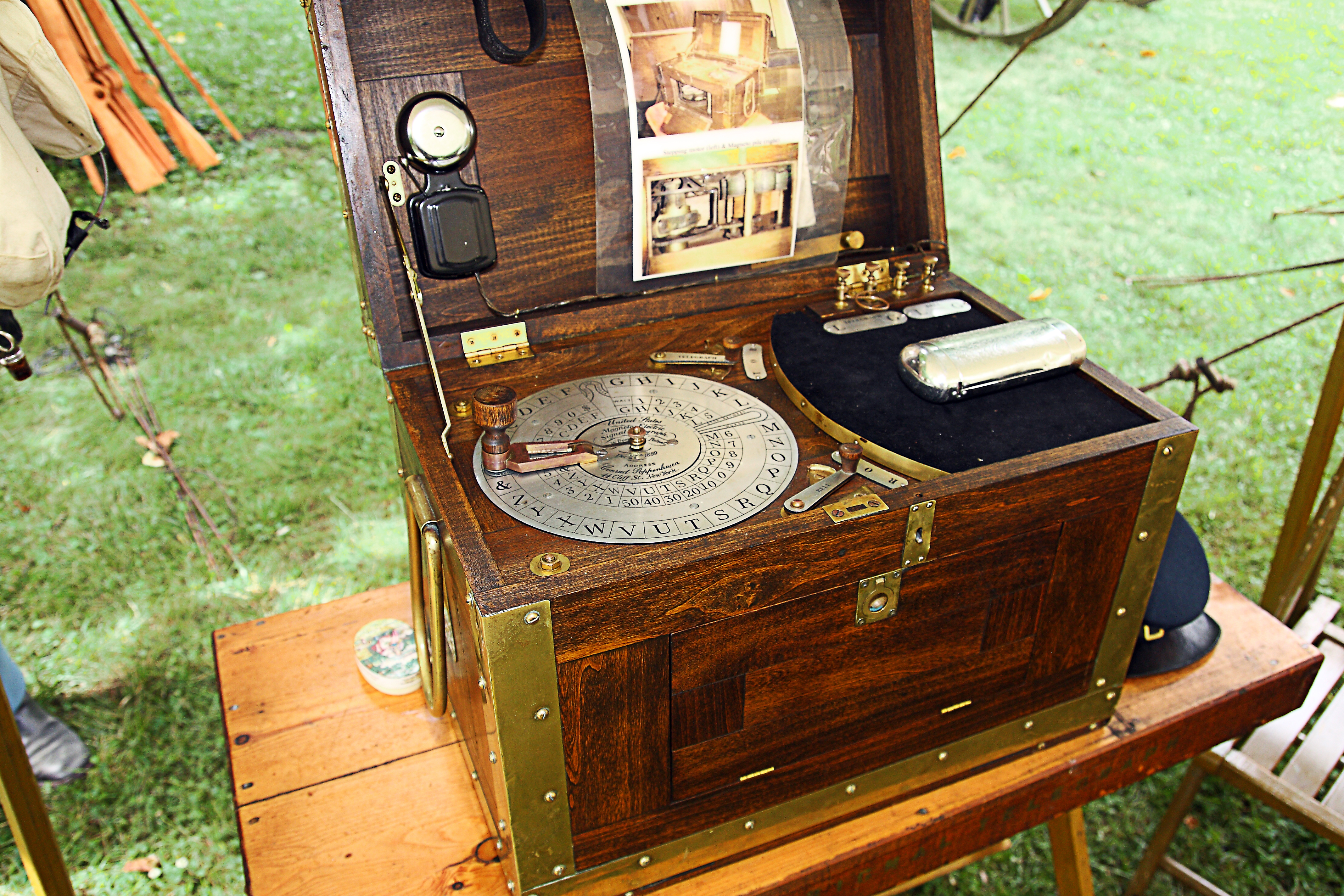
Телеграфный аппарат Бердслея

Связью в Потомакской армии занимался специальный Сигнальный Корпус. Традиционно для связи между подразделениями на поле боя использовалась флажково-сигнальная система, но в равнинной лесистой местности вокруг Чанселорсвилла применять её было сложно, поэтому большие надежды возлагались на телеграф. В Потомакской армии использовались телеграфные аппараты двух типов: аппараты Морзе и аппараты Бердслея. Аппараты Морзе были недостаточно мобильны и требовали опытных операторов, поэтому предпочтение было отдано аппаратам Бердслея, которые были более компактны и прошли испытание в сражении при Фредериксберге.
Так как Хукер держал в секрете планы наступления, то Сигнальный корпус оказался плохо к нему подготовлен. В первый же день удалось протянуть провод от штаба армии к Бэнкс-Форд, но чтобы продлить её до Юнайтед-Стейтс-Форд не хватило проволоки и пришлось использовать старую проволоку, снятую с другой линии. Однако вечером 29 апреля в один из аппаратов ударила молния, что вывело его из строя на некоторое время. Когда аппарат отремонтировали, то все равно не получалось точно указывать время отправления телеграммы.
Связь часто страдала от обрыва проводов, которые натягивались на шесты вдоль дороги и по этой причине часто повреждались армейскими колоннами. Сказывались так же сбои в работе телеграфных аппаратов и ошибки операторов. В итоге с момента прибытия Хукера в Чанселорсвилл вечером 30 апреля и до середины дня 1 мая связь отсутствовала иногда частично, а иногда полностью. Некоторые телеграммы, даже отправленные, задерживались на несколько часов — иногда до пяти. В результате 1 мая Хукер оказался практически лишён связи со штабом армии.

## Сражение в американской культуре
В 1895 году писатель Стивен Крейн написал роман «Алый знак доблести». Считается, что описанные в романе события основаны на воспоминаниях ветеранов 124-го нью-йоркского полка (из дивизии Эмиэля Уиппла) и подразумевают именно Чанселорсвиллское сражение. В 1951 году по роману был снят одноимённый фильм, а в 1974 году — одноимённая телевизионная драма.
Сражение так же описано в романе Джеффри Шаара «Боги и генералы» 1996 года (приквел к роману «Геттисберг»), по которому в 2003 году был снят фильм «Боги и генералы».